# Liste des églises du Gers
La liste des églises du Gers recense de manière exhaustive les églises situées dans le département français du Gers. Il est fait état des diverses protections dont elles peuvent bénéficier, et notamment les inscriptions et classements au titre des monuments historiques.
Toutes sont situées dans le diocèse d'Auch.

## Statistiques

### Nombres
Le département du Gers comprend 461 communes au 1er juin 2020.
En 2018, le diocèse d'Auch compte 26 paroisses. 

## Classement
Le classement ci-après se fait par commune selon l'ordre alphabétique.
Il est fait état des diverses protections dont elles peuvent bénéficier, et notamment les inscriptions et classements au titre des monuments historiques.

## Liste

### Cultecatholique
| Église                                                                       | Commune                     | Adresse                           | Coordonnées                        | Notice | Protection                                                                                                   | Date        | Illustration                                                                 |
| ---------------------------------------------------------------------------- | --------------------------- | --------------------------------- | ---------------------------------- | --- | --- | ----------- | ---------------------------------------------------------------------------- |
| Église Saint-Jacques de Fromentas                                            | Aignan                      |                                   | 43° 41′ 55″ nord, 0° 05′ 05″ est   | « PA00094697 » | Classé MH | 1979        | Église Saint-Jacques de Fromentas                                            |
| Église Saint-Saturnin d'Aignan                                               | Aignan                      |                                   | 43° 41′ 55″ nord, 0° 05′ 05″ est   | « PA00094696 » | Inscrit MH Portail ; L'église en totalité                                                                    | 1927 ; 2015 | Église Saint-Saturnin d'Aignan                                               |
| Église Saint-André de Lartigue                                               | Aignan                      |                                   | 43° 41′ 11″ nord, 0° 03′ 05″ est   | | non |             | Image manquante Téléverser                                                   |
| Église Saint-Lizier d'Ansan                                                  | Ansan                       |                                   | 43° 41′ 27″ nord, 0° 46′ 26″ est   | | non |             | Église Saint-Lizier d'Ansan                                                  |
| Église Saint-Martin d'Antras (Gers)                                          | Antras                      |                                   | 43° 43′ 37″ nord, 0° 26′ 57″ est   | | non |             | Image manquante Téléverser                                                   |
| Église de la Nativité-de-la-Sainte-Vierge d'Arblade-le-Bas                   | Arblade-le-Bas              |                                   | 43° 42′ 28″ nord, 0° 10′ 41″ ouest | | non |             | Image manquante Téléverser                                                   |
| Église Saint-Luperc de Loissan                                               | Arblade-le-Haut             |                                   | 43° 44′ 03″ nord, 0° 04′ 01″ ouest | « PA00094698 » | Inscrit MH                                                                                                   | 1974        | Église Saint-Luperc de Loissan                                               |
| Église Saint-Pierre d'Arblade-le-Haut                                        | Arblade-le-Haut             |                                   | 43° 45′ 05″ nord, 0° 04′ 15″ ouest | | non |             | Image manquante Téléverser                                                   |
| Église Saint-Loup d'Ardizas                                                  | Ardizas                     |                                   | 43° 42′ 59″ nord, 1° 00′ 04″ est   | | non |             | Église Saint-Loup d'Ardizas                                                  |
| Église Notre-Dame d'Armentieux                                               | Armentieux                  |                                   | 43° 31′ 12″ nord, 0° 05′ 29″ est   | | non |             | Image manquante Téléverser                                                   |
| Église Saint-Martin d'Armous-et-Cau                                          | Armous-et-Cau               |                                   | 43° 34′ 25″ nord, 0° 11′ 15″ est   | | non |             | Église Saint-Martin d'Armous-et-Cau                                          |
| Église Saint-Pierre d'Arrouède                                               | Arrouède                    |                                   | 43° 21′ 37″ nord, 0° 35′ 08″ est   | | non |             | Église Saint-Pierre d'Arrouède                                               |
| Église Saints-Abdon-et-Sennen d'Aubiet                                       | Aubiet                      |                                   | 43° 38′ 47″ nord, 0° 47′ 02″ est   | | non |             | Église Saints-Abdon-et-Sennen d'Aubiet                                       |
| Cathédrale Sainte-Marie d'Auch                                               | Auch                        | place de la République            | 43° 38′ 47″ nord, 0° 35′ 09″ est   | « PA00094702 » | Classé MH | 1906        | Cathédrale Sainte-Marie d'Auch                                               |
| Église des Jacobins d'Auch                                                   | Auch                        | place Louis Blanc                 | 43° 38′ 50″ nord, 0° 35′ 15″ est   | « PA00094707 » | Inscrit MH La chapelle ; les façades et toitures du bâtiment du cloître                                      | 1976        | Église des Jacobins d'Auch                                                   |
| Église Sainte-Bernadette d'Auch                                              | Auch                        | rue Jeanne d'Albret               | 43° 38′ 45″ nord, 0° 34′ 23″ est   | | non |             | Image manquante Téléverser                                                   |
| Église d'Embats                                                              | Auch                        | chemin du Plan                    | 43° 38′ 20″ nord, 0° 31′ 38″ est   | | non |             | Image manquante Téléverser                                                   |
| Église Saint-Orens d'Auch                                                    | Auch                        | rue Dessoles                      | 43° 38′ 54″ nord, 0° 35′ 13″ est   | | non |             | Église Saint-Orens d'Auch                                                    |
| Église Saint-Paul d'Auch                                                     | Auch                        | rue Voltaire                      | 43° 38′ 47″ nord, 0° 35′ 33″ est   | | non |             | Image manquante Téléverser                                                   |
| Église Saint-Pierre d'Auch                                                   | Auch                        | place Barbès (centre d'animation) | 43° 38′ 42″ nord, 0° 35′ 18″ est   | | non |             | Église Saint-Pierre d'Auch                                                   |
| Église Sainte-Marie-Madeleine d'Augnax                                       | Augnax                      |                                   | 43° 43′ 21″ nord, 0° 46′ 28″ est   | | non |             | Église Sainte-Marie-Madeleine d'Augnax                                       |
| Église Saint-Jean-Baptiste d'Aujan-Mournède                                  | Aujan-Mournède              |                                   | 43° 22′ 56″ nord, 0° 30′ 12″ est   | | non |             | Église Saint-Jean-Baptiste d'Aujan-Mournède                                  |
| Église Saint-Pierre d'Auradé                                                 | Auradé                      |                                   | 43° 33′ 55″ nord, 1° 03′ 31″ est   | | non |             | Église Saint-Pierre d'Auradé                                                 |
| Église Saint-Christophe d'Aurensan                                           | Aurensan                    |                                   | 43° 37′ 04″ nord, 0° 12′ 14″ ouest | | non |             | Église Saint-Christophe d'Aurensan                                           |
| Église Saint-Loup d'Aurimont                                                 | Aurimont                    |                                   | 43° 34′ 23″ nord, 0° 49′ 17″ est   | | non |             | Église Saint-Loup d'Aurimont                                                 |
| Église Saint-Gervais-Saint-Protais d'Aussos                                  | Aussos                      |                                   | 43° 22′ 29″ nord, 0° 39′ 09″ est   | | non |             | Église Saint-Gervais-Saint-Protais d'Aussos                                  |
| Église Notre-Dame-de-l'Assomption d'Auterive                                 | Auterive                    |                                   | 43° 34′ 56″ nord, 0° 36′ 54″ est   | | non |             | Église Notre-Dame-de-l'Assomption d'Auterive                                 |
| Église Saint-Jacques d'Aux                                                   | Aux-Aussat                  |                                   | 43° 26′ 18″ nord, 0° 16′ 00″ est   | | non |             | Église Saint-Jacques d'Aux                                                   |
| Église Saint-Pierre d'Aussat                                                 | Aux-Aussat                  |                                   | 43° 26′ 41″ nord, 0° 14′ 58″ est   | | non |             | Image manquante Téléverser                                                   |
| Église Saint-Jean-Baptiste d'Avensac                                         | Avensac                     |                                   | 43° 49′ 56″ nord, 0° 54′ 05″ est   | | non |             | Image manquante Téléverser                                                   |
| Église Saint-Laurent d'Avéron-Bergelle                                       | Avéron-Bergelle             |                                   | 43° 44′ 44″ nord, 0° 04′ 11″ est   | | non |             | Église Saint-Laurent d'Avéron-Bergelle                                       |
| Église Saint-Jacques d'Avezan                                                | Avezan                      |                                   | 43° 52′ 33″ nord, 0° 47′ 43″ est   | « IA00038623 » | non |             | Image manquante Téléverser                                                   |
| Église Sainte-Radegonde d'Ayguetinte                                         | Ayguetinte                  |                                   | 43° 49′ 59″ nord, 0° 25′ 44″ est   | | non |             | Église Sainte-Radegonde d'Ayguetinte                                         |
| Église Saint-Michel d'Ayzieu                                                 | Ayzieu                      |                                   | 43° 50′ 59″ nord, 0° 01′ 07″ ouest | | non |             | Image manquante Téléverser                                                   |
| Église Saints-Pierre-et-Paul du Pin                                          | Ayzieu                      |                                   | 43° 51′ 52″ nord, 0° 02′ 44″ ouest | | non |             | Église Saints-Pierre-et-Paul du Pin                                          |
| Église Saint-Orens de Bajonnette                                             | Bajonnette                  |                                   | 43° 48′ 33″ nord, 0° 46′ 06″ est   | | non |             | Église Saint-Orens de Bajonnette                                             |
| Église Notre-Dame-du-Mont-Carmel de Barcelonne-du-Gers                       | Barcelonne-du-Gers          |                                   | 43° 42′ 13″ nord, 0° 14′ 17″ ouest | | non |             | Église Notre-Dame-du-Mont-Carmel de Barcelonne-du-Gers                       |
| Église Sainte-Eulalie de Saint-Araille                                       | Barcugnan                   |                                   | 43° 22′ 00″ nord, 0° 24′ 12″ est   | | non |             | Église Sainte-Eulalie de Saint-Araille                                       |
| Église Saint-Laurent de Montagnan                                            | Barcugnan                   |                                   | 43° 21′ 43″ nord, 0° 23′ 16″ est   | | non |             | Église Saint-Laurent de Montagnan                                            |
| Église Saint-Martin de Barcugnan                                             | Barcugnan                   |                                   | 43° 22′ 39″ nord, 0° 24′ 18″ est   | | non |             | Église Saint-Martin de Barcugnan                                             |
| Église Saint-Jean-Baptiste de Barran                                         | Barran                      |                                   | 43° 37′ 03″ nord, 0° 26′ 32″ est   | « PA00094724 » | Classé MH Clocher et pignon qui lui est accolé                                                               | 1944        | Église Saint-Jean-Baptiste de Barran                                         |
| Église Saint-Pierre de la Castagnère                                         | Barran                      |                                   | 43° 36′ 34″ nord, 0° 29′ 22″ est   | « PA00094725 » | Inscrit MH                                                                                                   | 1978        | Image manquante Téléverser                                                   |
| Église Saint-Pierre de Bars                                                  | Bars                        |                                   | 43° 30′ 42″ nord, 0° 17′ 38″ est   | | non |             | Église Saint-Pierre de Bars                                                  |
| Église Sainte-Marie-Madeleine de Bascous                                     | Bascous                     |                                   | 43° 47′ 47″ nord, 0° 08′ 42″ est   | | non |             | Image manquante Téléverser                                                   |
| Basilique Saint-Fris de Bassoues                                             | Bassoues                    |                                   | 43° 34′ 51″ nord, 0° 15′ 07″ est   | « PA32000039 » | Inscrit MH                                                                                                   | 2016        | Basilique Saint-Fris de Bassoues                                             |
| Église de la Nativité-Notre-Dame de Bassoues                                 | Bassoues                    |                                   | 43° 34′ 44″ nord, 0° 14′ 45″ est   | « PA32000047 » | Inscrit MH                                                                                                   | 2018        | Église de la Nativité-Notre-Dame de Bassoues                                 |
| Église Saint-André de Bazian                                                 | Bazian                      |                                   | 43° 40′ 09″ nord, 0° 19′ 21″ est   | | non |             | Image manquante Téléverser                                                   |
| Église Saint-Exupère de Monsaurin                                            | Bazugues                    |                                   | 43° 27′ 24″ nord, 0° 19′ 42″ est   | | non |             | Image manquante Téléverser                                                   |
| Église Saint-Sébastien de Bazugues                                           | Bazugues                    |                                   | 43° 26′ 54″ nord, 0° 20′ 36″ est   | | non |             | Église Saint-Sébastien de Bazugues                                           |
| Église Notre-Dame-des-Pommiers de Beaucaire (Gers)                           | Beaucaire                   |                                   | 43° 50′ 16″ nord, 0° 23′ 09″ est   | | non |             | Église Notre-Dame-des-Pommiers de Beaucaire (Gers)                           |
| Église Saint-Loup de Pardeilhan                                              | Beaucaire                   |                                   | 43° 50′ 12″ nord, 0° 21′ 00″ est   | | non |             | Image manquante Téléverser                                                   |
| Église de la Nativité-de-Notre-Dame de Beaumarchés                           | Beaumarchés                 |                                   | 43° 35′ 09″ nord, 0° 05′ 27″ est   | « PA00094733 » | Inscrit MH Église (à l'exception de la sacristie)                                                            | 1926        | Église de la Nativité-de-Notre-Dame de Beaumarchés                           |
| Église Saint-Jean-Baptiste de Cayron                                         | Beaumarchés                 |                                   | 43° 34′ 50″ nord, 0° 07′ 54″ est   | | non |             | Église Saint-Jean-Baptiste de Cayron                                         |
| Église Saint-Pierre de Coutens                                               | Beaumarchés                 |                                   | 43° 35′ 17″ nord, 0° 05′ 43″ est   | | non |             | Église Saint-Pierre de Coutens                                               |
| Église Notre-Dame de Vopillon                                                | Beaumont                    |                                   | 43° 55′ 37″ nord, 0° 18′ 07″ est   | « PA00094735 » | Inscrit MH                                                                                                   | 1971        | Église Notre-Dame de Vopillon                                                |
| Église Saint-Pierre de Beaumont                                              | Beaumont                    |                                   | 43° 56′ 46″ nord, 0° 17′ 10″ est   | | non |             | Image manquante Téléverser                                                   |
| Église Saint-Michel de Beaupuy                                               | Beaupuy                     |                                   | 43° 38′ 38″ nord, 1° 00′ 24″ est   | | non |             | Image manquante Téléverser                                                   |
| Église Saint-André de Beccas                                                 | Beccas                      |                                   | 43° 25′ 49″ nord, 0° 09′ 16″ est   | | non |             | Image manquante Téléverser                                                   |
| Église Saint-Abdon-et-Sennen de Bédéchan                                     | Bédéchan                    |                                   | 43° 34′ 22″ nord, 0° 47′ 58″ est   | | non |             | Église Saint-Abdon-et-Sennen de Bédéchan                                     |
| Église de Fangeau                                                            | Bédéchan                    |                                   | 43° 34′ 01″ nord, 0° 47′ 21″ est   | | non |             | Église de Fangeau                                                            |
| Église de la Nativité-de-Notre-Dame de Bellegarde                            | Bellegarde                  |                                   | 43° 25′ 25″ nord, 0° 37′ 23″ est   | | non |             | Image manquante Téléverser                                                   |
| Église Saint-Martin des Adoulins                                             | Bellegarde                  |                                   | 43° 26′ 23″ nord, 0° 37′ 38″ est   | | non |             | Image manquante Téléverser                                                   |
| Église de l'Assomption de Belloc-Saint-Clamens                               | Belloc-Saint-Clamens        |                                   | 43° 27′ 25″ nord, 0° 26′ 02″ est   | | non |             | Église de l'Assomption de Belloc-Saint-Clamens                               |
| Église de l'Assomption de Belmont                                            | Belmont                     |                                   | 43° 41′ 23″ nord, 0° 14′ 26″ est   | | non |             | Église de l'Assomption de Belmont                                            |
| Église Saint-Pierre de Béraut                                                | Béraut                      |                                   | 43° 55′ 01″ nord, 0° 24′ 21″ est   | | non |             | Image manquante Téléverser                                                   |
| Église Notre-Dame-de-la-Pitié de Berdoues                                    | Berdoues                    |                                   | 43° 28′ 55″ nord, 0° 24′ 26″ est   | | non |             | Église Notre-Dame-de-la-Pitié de Berdoues                                    |
| Église Saint-Leu de Bernède                                                  | Bernède                     |                                   | 43° 40′ 11″ nord, 0° 13′ 14″ ouest | « PA00094739 » | Inscrit MH L'église (sauf le clocher) et le cimetière ; Classé MH Le clocher                                 | 1946 ; 1947 | Église Saint-Leu de Bernède                                                  |
| Église Saint-Marcel de Berrac                                                | Berrac                      |                                   | 44° 00′ 47″ nord, 0° 32′ 58″ est   | « IA00038728 » | non |             | Image manquante Téléverser                                                   |
| Église Saint-Pierre de Betcave-Aguin                                         | Betcave-Aguin               |                                   | 43° 26′ 30″ nord, 0° 41′ 18″ est   | | non |             | Église Saint-Pierre de Betcave-Aguin                                         |
| Église Saint-Pierre de Bétous                                                | Bétous                      |                                   | 43° 43′ 00″ nord, 0° 01′ 27″ est   | | non |             | Image manquante Téléverser                                                   |
| Église Saint-Laurent de Betplan                                              | Betplan                     |                                   | 43° 24′ 49″ nord, 0° 12′ 00″ est   | | non |             | Image manquante Téléverser                                                   |
| Église Saint-Jacques de Bézéril                                              | Bézéril                     |                                   | 43° 32′ 41″ nord, 0° 52′ 44″ est   | « PA00094743 » | Inscrit MH                                                                                                   | 1979        | Église Saint-Jacques de Bézéril                                              |
| Église Saint-Clair de Bezolles                                               | Bezolles                    |                                   | 43° 49′ 23″ nord, 0° 21′ 14″ est   | | non |             | Image manquante Téléverser                                                   |
| Église Saint-Jean-Baptiste de Bézues-Bajon                                   | Bézues-Bajon                |                                   | 43° 23′ 04″ nord, 0° 35′ 52″ est   | | non |             | Image manquante Téléverser                                                   |
| Église de l'Assomption de Bajon                                              | Bézues-Bajon                |                                   | 43° 24′ 01″ nord, 0° 36′ 42″ est   | | non |             | Image manquante Téléverser                                                   |
| Église Saint-André de Ramensan                                               | Biran                       |                                   | 43° 42′ 48″ nord, 0° 23′ 15″ est   | « PA00094745 » | Inscrit MH                                                                                                   | 1978        | Église Saint-André de Ramensan                                               |
| Église Saint-Jean-Baptiste du Mas                                            | Biran                       |                                   | 43° 40′ 50″ nord, 0° 23′ 55″ est   | | non |             | Image manquante Téléverser                                                   |
| Église Notre-Dame-de-Pitié de Biran                                          | Biran                       |                                   | 43° 41′ 44″ nord, 0° 25′ 05″ est   | | non |             | Église Notre-Dame-de-Pitié de Biran                                          |
| Église Saint-André de Bivès                                                  | Bivès                       |                                   | 43° 50′ 01″ nord, 0° 48′ 21″ est   | « IA00038628 » | non |             | Église Saint-André de Bivès                                                  |
| Église Saint-Sabin de Blanquefort                                            | Blanquefort                 |                                   | 43° 40′ 27″ nord, 0° 48′ 50″ est   | | non |             | Église Saint-Sabin de Blanquefort                                            |
| Église Saint-Blaise de Blaziert                                              | Blaziert                    |                                   | 43° 56′ 01″ nord, 0° 28′ 38″ est   | | non |             | Église Saint-Blaise de Blaziert                                              |
| Église Saint-Michel de Sérian                                                | Blousson-Sérian             |                                   | 43° 27′ 16″ nord, 0° 11′ 45″ est   | | non |             | Image manquante Téléverser                                                   |
| Église de l'Assomption de Blousson                                           | Blousson-Sérian             |                                   | 43° 27′ 57″ nord, 0° 11′ 27″ est   | | non |             | Image manquante Téléverser                                                   |
| Église Saint-Barthélemy de Bonas                                             | Bonas                       |                                   | 43° 46′ 48″ nord, 0° 24′ 49″ est   | | non |             | Image manquante Téléverser                                                   |
| Église Saint-Germier de Boucagnères                                          | Boucagnères                 |                                   | 43° 33′ 45″ nord, 0° 36′ 54″ est   | | non |             | Église Saint-Germier de Boucagnères                                          |
| Église Saint-Germier de Boulaur                                              | Boulaur                     |                                   | 43° 32′ 30″ nord, 0° 46′ 26″ est   | | non |             | Église Saint-Germier de Boulaur                                              |
| Abbatiale Sainte-Marie de Boulaur                                            | Boulaur                     |                                   | 43° 32′ 27″ nord, 0° 46′ 32″ est   | | non |             | Abbatiale Sainte-Marie de Boulaur                                            |
| Église Saint-André de Bourrouillan                                           | Bourrouillan                |                                   | 43° 49′ 11″ nord, 0° 00′ 51″ ouest | | non |             | Image manquante Téléverser                                                   |
| Église Saint-Fris de Saint-Go                                                | Bouzon-Gellenave            |                                   | 43° 41′ 15″ nord, 0° 01′ 47″ est   | | non |             | Image manquante Téléverser                                                   |
| Église Saint-Martin de Bouzon                                                | Bouzon-Gellenave            |                                   | 43° 42′ 17″ nord, 0° 00′ 38″ est   | | non |             | Église Saint-Martin de Bouzon                                                |
| Église Saint-Pierre de Gellenave                                             | Bouzon-Gellenave            |                                   | 43° 40′ 44″ nord, 0° 02′ 28″ est   | | non |             | Image manquante Téléverser                                                   |
| Église Saint-Jean-Baptiste de Bretagne-d'Armagnac                            | Bretagne-d'Armagnac         |                                   | 43° 53′ 10″ nord, 0° 08′ 22″ est   | | non |             | Image manquante Téléverser                                                   |
| Église Saint-Blaise de Brugnens                                              | Brugnens                    |                                   | 43° 50′ 27″ nord, 0° 43′ 34″ est   | | non |             | Église Saint-Blaise de Brugnens                                              |
| Église Saint-Jean-Baptiste de Cabas-Loumassès                                | Cabas-Loumassès             |                                   | 43° 21′ 09″ nord, 0° 35′ 57″ est   | | non |             | Église Saint-Jean-Baptiste de Cabas-Loumassès                                |
| Église Saint-Orens de Cadeilhan                                              | Cadeilhan                   |                                   | 43° 49′ 45″ nord, 0° 46′ 17″ est   | | non |             | Image manquante Téléverser                                                   |
| Église Saint-Pierre-et-Saint-Paul de Cadeillan                               | Cadeillan                   |                                   | 43° 25′ 20″ nord, 0° 50′ 55″ est   | | non |             | Image manquante Téléverser                                                   |
| Église Sainte-Madeleine de Cahuzac-sur-Adour                                 | Cahuzac-sur-Adour           |                                   | 43° 38′ 22″ nord, 0° 01′ 20″ ouest | | non |             | Église Sainte-Madeleine de Cahuzac-sur-Adour                                 |
| Église Saint-Orens de Laas                                                   | Caillavet                   |                                   | 43° 42′ 04″ nord, 0° 19′ 38″ est   | « PA00094753 » | Inscrit MH                                                                                                   | 1978        | Image manquante Téléverser                                                   |
| Église Saint-Pierre de Tabaux                                                | Caillavet                   |                                   | 43° 42′ 54″ nord, 0° 20′ 51″ est   | « PA00094754 » | Inscrit MH                                                                                                   | 1979        | Image manquante Téléverser                                                   |
| Église Saint-Michel de Caillavet                                             | Caillavet                   |                                   | 43° 42′ 43″ nord, 0° 19′ 52″ est   | | non |             | Image manquante Téléverser                                                   |
| Église Saint-Martin de Callian                                               | Callian                     |                                   | 43° 37′ 48″ nord, 0° 16′ 40″ est   | | non |             | Image manquante Téléverser                                                   |
| Église de l'Assomption de Campagne-d'Armagnac                                | Campagne-d'Armagnac         |                                   | 43° 51′ 54″ nord, 0° 00′ 06″ ouest | | non |             | Image manquante Téléverser                                                   |
| Église de la Nativité-de-Notre-Dame de Cassaigne                             | Cassaigne                   |                                   | 43° 54′ 30″ nord, 0° 20′ 09″ est   | | non |             | Église de la Nativité-de-Notre-Dame de Cassaigne                             |
| Église Saint-Laurent de Rieupeyroux                                          | Castelnau d'Auzan Labarrère |                                   | 43° 56′ 03″ nord, 0° 06′ 47″ est   | | non |             | Image manquante Téléverser                                                   |
| Église Notre-Dame-de-Pibèque de Bouyre                                       | Castelnau d'Auzan Labarrère |                                   | 43° 58′ 14″ nord, 0° 04′ 12″ est   | | non |             | Image manquante Téléverser                                                   |
| Église Sainte-Marie-Madeleine de Castelnau-d'Auzan                           | Castelnau d'Auzan Labarrère |                                   | 43° 56′ 58″ nord, 0° 05′ 02″ est   | | non |             | Église Sainte-Marie-Madeleine de Castelnau-d'Auzan                           |
| Église Saint-Jean-de-Béziey de Castelnau d'Auzan                             | Castelnau d'Auzan Labarrère |                                   | 43° 56′ 17″ nord, 0° 04′ 43″ est   | | non |             | Image manquante Téléverser                                                   |
| Église Saint-Martin d'Arèch                                                  | Castelnau d'Auzan Labarrère |                                   | 43° 57′ 51″ nord, 0° 05′ 03″ est   | | non |             | Église Saint-Martin d'Arèch                                                  |
| Église Sainte-Quitterie-Saint-Nicolas de Castelnau-Barbarens                 | Castelnau-Barbarens         |                                   | 43° 34′ 33″ nord, 0° 43′ 28″ est   | | non |             | Église Sainte-Quitterie-Saint-Nicolas de Castelnau-Barbarens                 |
| Église Saint-Pierre de Castelnau-d'Anglès                                    | Castelnau-d'Anglès          |                                   | 43° 36′ 32″ nord, 0° 17′ 44″ est   | | non |             | Image manquante Téléverser                                                   |
| Église Saint-Hilaire de Castelnau-d'Arbieu                                   | Castelnau-d'Arbieu          |                                   | 43° 52′ 59″ nord, 0° 42′ 16″ est   | | non |             | Image manquante Téléverser                                                   |
| Église Notre-Dame-de-la-Nativité de Castelnau-sur-l'Auvignon                 | Castelnau-sur-l'Auvignon    |                                   | 43° 58′ 19″ nord, 0° 27′ 23″ est   | | non |             | Église Notre-Dame-de-la-Nativité de Castelnau-sur-l'Auvignon                 |
| Église Saint-Luperc d'Aurens                                                 | Castelnau-sur-l'Auvignon    |                                   | 43° 57′ 24″ nord, 0° 28′ 13″ est   | | non |             | Image manquante Téléverser                                                   |
| Église d'Auban                                                               | Castelnavet                 |                                   | 43° 40′ 01″ nord, 0° 07′ 18″ est   | « PA00094758 » | Classé MH | 1979        | Église d'Auban                                                               |
| Église Saint-Jean-Baptiste de Castelnavet                                    | Castelnavet                 |                                   | 43° 40′ 27″ nord, 0° 07′ 50″ est   | | non |             | Église Saint-Jean-Baptiste de Castelnavet                                    |
| Église d'Estieux                                                             | Castelnavet                 |                                   | à géolocaliser                     | | non |             | Image manquante Téléverser                                                   |
| Église Sainte-Madeleine de Castéra-Lectourois                                | Castéra-Lectourois          |                                   | 43° 58′ 34″ nord, 0° 36′ 29″ est   | « PA00094759 » | Classé MH | 1986        | Église Sainte-Madeleine de Castéra-Lectourois                                |
| Église Saint-Blaise de Castéra-Vieux                                         | Castéra-Verduzan            |                                   | 43° 47′ 47″ nord, 0° 26′ 16″ est   | « PA00094761 » | Inscrit MH                                                                                                   | 1927        | Église Saint-Blaise de Castéra-Vieux                                         |
| Église Saint-Blaise de Castéra-Verduzan                                      | Castéra-Verduzan            |                                   | 43° 48′ 19″ nord, 0° 25′ 59″ est   | | non |             | Église Saint-Blaise de Castéra-Verduzan                                      |
| Église Saint-Laurent de Castéron                                             | Castéron                    |                                   | 43° 53′ 32″ nord, 0° 51′ 42″ est   | | non |             | Image manquante Téléverser                                                   |
| Église Sainte-Blandine de Castet-Arrouy                                      | Castet-Arrouy               |                                   | 43° 58′ 45″ nord, 0° 42′ 55″ est   | « PA32000008 » | Inscrit MH                                                                                                   | 1999        | Église Sainte-Blandine de Castet-Arrouy                                      |
| Église Saint-Laurent de Castex                                               | Castex                      |                                   | 43° 22′ 43″ nord, 0° 18′ 35″ est   | | non |             | Église Saint-Laurent de Castex                                               |
| Église Saint-Canne-Sainte-Radegonde de Saint-Canne                           | Castex-d'Armagnac           |                                   | 43° 52′ 10″ nord, 0° 10′ 03″ ouest | | non |             | Église Saint-Canne-Sainte-Radegonde de Saint-Canne                           |
| Église Saint-Martin de l'Aiguillon                                           | Castex-d'Armagnac           |                                   | 43° 51′ 37″ nord, 0° 09′ 59″ ouest | | non |             | Église Saint-Martin de l'Aiguillon                                           |
| Église Saint-Antoine de Castillon-Debats                                     | Castillon-Debats            |                                   | 43° 43′ 48″ nord, 0° 13′ 02″ est   | | non |             | Image manquante Téléverser                                                   |
| Église Saint-Étienne de Bats                                                 | Castillon-Debats            |                                   | 43° 43′ 36″ nord, 0° 14′ 08″ est   | | non |             | Image manquante Téléverser                                                   |
| Église Saint-Pé de Saint-Pé                                                  | Castillon-Debats            |                                   | 43° 44′ 47″ nord, 0° 15′ 03″ est   | | non |             | Image manquante Téléverser                                                   |
| Église Saint-Jean-Baptiste de Castillon-Massas                               | Castillon-Massas            |                                   | 43° 43′ 10″ nord, 0° 32′ 42″ est   | « PA00094762 » | Inscrit MH Façades et toitures, ainsi que l'abside et le chevet                                              | 1984        | Église Saint-Jean-Baptiste de Castillon-Massas                               |
| Église Saint-Pierre de Castillon-Savès                                       | Castillon-Savès             |                                   | 43° 34′ 10″ nord, 0° 59′ 07″ est   | | non |             | Image manquante Téléverser                                                   |
| Église Saint-Geniès de Castin                                                | Castin                      |                                   | 43° 41′ 30″ nord, 0° 32′ 46″ est   | | non |             | Image manquante Téléverser                                                   |
| Église Saint-Pierre et Saint-Paul de Catonvielle                             | Catonvielle                 |                                   | 43° 39′ 35″ nord, 0° 57′ 45″ est   | | non |             | Image manquante Téléverser                                                   |
| Église Saint-Sernin de Caumont                                               | Caumont                     |                                   | 43° 41′ 27″ nord, 0° 06′ 10″ ouest | | non |             | Église Saint-Sernin de Caumont                                               |
| Église Saint-Pierre d'Espagnet                                               | Caupenne-d'Armagnac         |                                   | 43° 46′ 15″ nord, 0° 04′ 21″ ouest | « PA00094763 » | Classé MH Portail nord                                                                                       | 1946        | Église Saint-Pierre d'Espagnet                                               |
| Église Saint-Jacques de Cantiran                                             | Caupenne-d'Armagnac         |                                   | 43° 47′ 58″ nord, 0° 05′ 23″ ouest | | non |             | Image manquante Téléverser                                                   |
| Église Saint-Martin de Caupenne-d'Armagnac                                   | Caupenne-d'Armagnac         |                                   | 43° 47′ 18″ nord, 0° 04′ 06″ ouest | | non |             | Église Saint-Martin de Caupenne-d'Armagnac                                   |
| Église Saint-Laurent de Caussens                                             | Caussens                    |                                   | 43° 56′ 35″ nord, 0° 25′ 30″ est   | | non |             | Image manquante Téléverser                                                   |
| Église Saint-Pierre de Barbotan                                              | Cazaubon                    |                                   | 43° 57′ 04″ nord, 0° 02′ 38″ ouest | « PA00094764 » | Inscrit MH Portail Renaissance                                                                               | 1925        | Église Saint-Pierre de Barbotan                                              |
| Église Saint-Christau de Saint-Christau                                      | Cazaubon                    |                                   | 43° 55′ 38″ nord, 0° 03′ 14″ ouest | Ruines | non |             | Image manquante Téléverser                                                   |
| Église Sainte-Fauste de Sainte-Fauste                                        | Cazaubon                    |                                   | 43° 54′ 23″ nord, 0° 01′ 56″ ouest | | non |             | Image manquante Téléverser                                                   |
| Église Saint-Jean-Baptiste de Cutxan                                         | Cazaubon                    |                                   | 43° 53′ 05″ nord, 0° 00′ 49″ ouest | | non |             | Église Saint-Jean-Baptiste de Cutxan                                         |
| Église de Sentex                                                             | Cazaubon                    |                                   | 43° 54′ 57″ nord, 0° 00′ 26″ ouest | | non |             | Image manquante Téléverser                                                   |
| Église de Tavernes                                                           | Cazaubon                    |                                   | 43° 56′ 39″ nord, 0° 00′ 40″ ouest | | non |             | Image manquante Téléverser                                                   |
| Église Saint-Martin de Cazaubon                                              | Cazaubon                    |                                   | 43° 56′ 03″ nord, 0° 04′ 15″ ouest | | non |             | Église Saint-Martin de Cazaubon                                              |
| Église Saint-Jean-Baptiste de Cazaubon                                       | Cazaubon                    |                                   | à géolocaliser                     | | non |             | Église Saint-Jean-Baptiste de Cazaubon                                       |
| Église Sainte-Madeleine de Cazaux-Savès                                      | Cazaux-Savès                |                                   | 43° 32′ 30″ nord, 0° 59′ 02″ est   | | non |             | Image manquante Téléverser                                                   |
| Église Saint-Martin de Cazaux-Villecomtal                                    | Cazaux-Villecomtal          |                                   | 43° 27′ 12″ nord, 0° 10′ 18″ est   | | non |             | Image manquante Téléverser                                                   |
| Église de l'Assomption de Cazaux-d'Anglès                                    | Cazaux-d'Anglès             |                                   | 43° 39′ 30″ nord, 0° 15′ 36″ est   | | non |             | Image manquante Téléverser                                                   |
| Église Saint-Michel de Cazeneuve                                             | Cazeneuve                   |                                   | 43° 52′ 48″ nord, 0° 09′ 48″ est   | | non |             | Image manquante Téléverser                                                   |
| Église de Lamothe                                                            | Cazeneuve                   |                                   | 43° 54′ 16″ nord, 0° 09′ 12″ est   | | non |             | Image manquante Téléverser                                                   |
| Église Saint-Pierre de Céran                                                 | Céran                       |                                   | 43° 49′ 04″ nord, 0° 41′ 14″ est   | | non |             | Image manquante Téléverser                                                   |
| Église Sainte-Eulalie de Cézan                                               | Cézan                       |                                   | 43° 48′ 45″ nord, 0° 29′ 54″ est   | | non |             | Image manquante Téléverser                                                   |
| Église Sainte-Gemme de Chélan                                                | Chélan                      |                                   | 43° 20′ 40″ nord, 0° 32′ 58″ est   | | non |             | Église Sainte-Gemme de Chélan                                                |
| Église Saint-Sernin de Clermont-Pouyguillès                                  | Clermont-Pouyguillès        |                                   | 43° 28′ 17″ nord, 0° 31′ 22″ est   | | non |             | Église Saint-Sernin de Clermont-Pouyguillès                                  |
| Église Saint-Pierre de Noailhan                                              | Clermont-Pouyguillès        |                                   | 0° 32′ 38″ nord, 0° 32′ 38″ est    | | non |             | Église Saint-Pierre de Noailhan                                              |
| Église de la Nativité-de-Notre-Dame de Clermont-Savès                        | Clermont-Savès              |                                   | 43° 37′ 02″ nord, 1° 01′ 49″ est   | | non |             | Église de la Nativité-de-Notre-Dame de Clermont-Savès                        |
| Église Notre-Dame-de-l'Assomption de Cologne                                 | Cologne                     |                                   | 43° 43′ 16″ nord, 0° 58′ 45″ est   | « IA32000166 » | non |             | Église Notre-Dame-de-l'Assomption de Cologne                                 |
| Église Saint-Pierre de Condom                                                | Condom                      | place Bossuet                     | 43° 57′ 28″ nord, 0° 22′ 22″ est   | « PA00094770 » | Classé MH | 1840        | Église Saint-Pierre de Condom                                                |
| Église Saint-Antoine de Lialores                                             | Condom                      |                                   | 44° 00′ 37″ nord, 0° 24′ 03″ est   | « PA00094778 » | Classé MH | 1986        | Église Saint-Antoine de Lialores                                             |
| Église des Carmes de Condom                                                  | Condom                      | rue Foch                          | 43° 57′ 24″ nord, 0° 22′ 05″ est   | « PA00094777 » | Inscrit MH Façades et toitures                                                                               | 1955        | Image manquante Téléverser                                                   |
| Église Saint-Barthélémy du Pradau                                            | Condom                      | rue Dutoya                        | 43° 57′ 19″ nord, 0° 22′ 41″ est   | « PA00094779 » | Classé MH | 1987        | Église Saint-Barthélémy du Pradau                                            |
| Église Sainte-Germaine de Baradieu                                           | Condom                      |                                   | 43° 57′ 51″ nord, 0° 26′ 44″ est   | « PA00094780 » | Inscrit MH                                                                                                   | 1971        | Église Sainte-Germaine de Baradieu                                           |
| Église Saint-Jacques-de-la-Bouquerie de Condom                               | Condom                      | place du Cardinal                 | 43° 57′ 18″ nord, 0° 21′ 54″ est   | « PA00094781 » | Inscrit MH L'église, y compris la salle voutée de l'ancien hôpital des Pèlerins qui lui est contiguë         | 1988        | Image manquante Téléverser                                                   |
| Église Saint-Christophe de Scieurac                                          | Condom                      |                                   | 43° 58′ 57″ nord, 0° 25′ 13″ est   | | non |             | Image manquante Téléverser                                                   |
| Église Sainte-Livrade d'Herret                                               | Condom                      |                                   | 43° 54′ 59″ nord, 0° 23′ 04″ est   | | non |             | Image manquante Téléverser                                                   |
| Église Saint-Laurans dite église du Pomaro du Rouge                          | Condom                      |                                   | 43° 58′ 26″ nord, 0° 19′ 05″ est   | | non |             | Image manquante Téléverser                                                   |
| Église Notre-Dame-de-Piétat de Condom                                        | Condom                      | avenue d'Aquitaine                | 43° 57′ 42″ nord, 0° 22′ 02″ est   | | non |             | Image manquante Téléverser                                                   |
| Église Saint-Luper du Goalard                                                | Condom                      |                                   | 43° 57′ 08″ nord, 0° 20′ 28″ est   | | non |             | Image manquante Téléverser                                                   |
| Église Saint-Michel de Condom                                                | Condom                      | place Lucien Lamarque             | 43° 57′ 16″ nord, 0° 22′ 15″ est   | | non |             | Image manquante Téléverser                                                   |
| Église Saint-Pierre de Vicnau                                                | Condom                      |                                   | 44° 00′ 39″ nord, 0° 24′ 55″ est   | | non |             | Image manquante Téléverser                                                   |
| Église Saint-Pierre dite église de Grazimis du château Fousserie             | Condom                      |                                   | 43° 59′ 14″ nord, 0° 20′ 11″ est   | | non |             | Image manquante Téléverser                                                   |
| Église Saint-Sernin de Cannes                                                | Condom                      |                                   | 44° 00′ 19″ nord, 0° 22′ 07″ est   | | non |             | Image manquante Téléverser                                                   |
| Église Notre-Dame de Corneillan                                              | Corneillan                  |                                   | 43° 39′ 27″ nord, 0° 10′ 48″ ouest | | non |             | Église Notre-Dame de Corneillan                                              |
| Église Saint-Barthélemy de Mondebat                                          | Couloumé-Mondebat           |                                   | 43° 37′ 14″ nord, 0° 06′ 29″ est   | | non |             | Église Saint-Barthélemy de Mondebat                                          |
| Église Saint-Jean-Baptiste de Couloumé                                       | Couloumé-Mondebat           |                                   | 43° 38′ 24″ nord, 0° 05′ 37″ est   | | non |             | Église Saint-Jean-Baptiste de Couloumé                                       |
| Église Sainte-Madeleine de Courrensan                                        | Courrensan                  |                                   | 43° 50′ 59″ nord, 0° 14′ 38″ est   | | non |             | Église Sainte-Madeleine de Courrensan                                        |
| Église Saint-Jean de Cadignan                                                | Courrensan                  |                                   | 43° 50′ 15″ nord, 0° 15′ 15″ est   | | non |             | Image manquante Téléverser                                                   |
| Église Saint-Pierre-aux-Liens de Courties                                    | Courties                    |                                   | 43° 33′ 43″ nord, 0° 09′ 22″ est   | | non |             | Image manquante Téléverser                                                   |
| Église Saint-Pierre de Crastes                                               | Crastes                     |                                   | 43° 43′ 25″ nord, 0° 43′ 46″ est   | | non |             | Église Saint-Pierre de Crastes                                               |
| Église Saint-Vincent de Cravencères                                          | Cravencères                 |                                   | 43° 45′ 54″ nord, 0° 02′ 13″ est   | « PA32000031 » | Inscrit MH                                                                                                   | 2014        | Église Saint-Vincent de Cravencères                                          |
| Église Saint-Martin de Cuélas                                                | Cuélas                      |                                   | 43° 21′ 06″ nord, 0° 27′ 10″ est   | | non |             | Église Saint-Martin de Cuélas                                                |
| Église Notre-Dame du Bernet                                                  | Dému                        |                                   | 43° 45′ 43″ nord, 0° 09′ 43″ est   | | non |             | Image manquante Téléverser                                                   |
| Église de Daugue                                                             | Dému                        |                                   | 43° 46′ 09″ nord, 0° 11′ 51″ est   | | non |             | Image manquante Téléverser                                                   |
| Église Saint-Étienne de Duffort                                              | Duffort                     |                                   | 43° 20′ 42″ nord, 0° 24′ 46″ est   | | non |             | Église Saint-Étienne de Duffort                                              |
| Église Sainte-Lucie de Duran                                                 | Duran                       |                                   | 43° 40′ 09″ nord, 0° 33′ 52″ est   | | non |             | Église Sainte-Lucie de Duran                                                 |
| Église Sainte-Gemme de Durban                                                | Durban                      |                                   | 43° 32′ 20″ nord, 0° 34′ 43″ est   | | non |             | Église Sainte-Gemme de Durban                                                |
| Ancienne cathédrale Saint-Luperc d'Eauze                                     | Eauze                       |                                   | 43° 51′ 44″ nord, 0° 06′ 07″ est   | « PA00094791 » | Inscrit MH                                                                                                   | 1945        | Ancienne cathédrale Saint-Luperc d'Eauze                                     |
| Église Saint-Amand d'Eauze                                                   | Eauze                       |                                   | 43° 50′ 55″ nord, 0° 07′ 46″ est   | | non |             | Image manquante Téléverser                                                   |
| Église Saint-Laurent de Maignan                                              | Eauze                       |                                   | 43° 53′ 54″ nord, 0° 05′ 20″ est   | | non |             | Image manquante Téléverser                                                   |
| Église Saint-Cyr-et-Sainte-Julitte d'Encausse                                | Encausse                    |                                   | 43° 42′ 00″ nord, 1° 02′ 18″ est   | | non |             | Église Saint-Cyr-et-Sainte-Julitte d'Encausse                                |
| Église Saint-Germier d'Endoufielle                                           | Endoufielle                 |                                   | 43° 33′ 01″ nord, 1° 01′ 28″ est   | | non |             | Image manquante Téléverser                                                   |
| Église de la Nativité-de-la-Vierge de Labastide                              | Esclassan-Labastide         |                                   | 43° 25′ 20″ nord, 0° 33′ 22″ est   | | non |             | Église de la Nativité-de-la-Vierge de Labastide                              |
| Église Saint-Pierre d'Esclassan                                              | Esclassan-Labastide         |                                   | 43° 25′ 20″ nord, 0° 33′ 21″ est   | | non |             | Église Saint-Pierre d'Esclassan                                              |
| Église Sainte-Quitterie d'Escornebœuf                                        | Escornebœuf                 |                                   | 43° 39′ 12″ nord, 0° 55′ 03″ est   | | non |             | Église Sainte-Quitterie d'Escornebœuf                                        |
| Église Saint-Saturnin d'Espaon                                               | Espaon                      |                                   | 43° 25′ 11″ nord, 0° 51′ 54″ est   | | non |             | Église Saint-Saturnin d'Espaon                                               |
| Église Saint-Jean-Baptiste d'Espas                                           | Espas                       |                                   | 43° 46′ 48″ nord, 0° 04′ 06″ est   | | non |             | Image manquante Téléverser                                                   |
| Église Saint-Barthélemy d'Estampes                                           | Estampes                    |                                   | 43° 23′ 52″ nord, 0° 16′ 25″ est   | | non |             | Église Saint-Barthélemy d'Estampes                                           |
| Église Saint-Laurent de Castelfranc de Barrac                                | Estampes                    |                                   | 43° 24′ 17″ nord, 0° 16′ 22″ est   | | non |             | Image manquante Téléverser                                                   |
| Église Notre-Dame d'Estang                                                   | Estang                      |                                   | 43° 51′ 58″ nord, 0° 06′ 09″ ouest | « PA32000006 » | Inscrit MH                                                                                                   | 1998        | Église Notre-Dame d'Estang                                                   |
| Église Saint-Lizier d'Estipouy                                               | Estipouy                    |                                   | 43° 32′ 57″ nord, 0° 22′ 45″ est   | | non |             | Église Saint-Lizier d'Estipouy                                               |
| Église Notre-Dame-de-l'Assomption d'Estramiac                                | Estramiac                   |                                   | 43° 50′ 11″ nord, 0° 50′ 59″ est   | « IA00038641 » | non |             | Image manquante Téléverser                                                   |
| Église Saint-Sauveur de Faget-Abbatial                                       | Faget-Abbatial              |                                   | 43° 30′ 18″ nord, 0° 41′ 41″ est   | « PA00094797 » | Inscrit MH                                                                                                   | 1947        | Église Saint-Sauveur de Faget-Abbatial                                       |
| Église Saint-Saturnin de Flamarens                                           | Flamarens                   |                                   | 44° 01′ 00″ nord, 0° 47′ 34″ est   | « PA00125587 » | Inscrit MH Ruines de l'ancienne église (restauration de l'édifice de 2017 à 2019)                            | 1993        | Église Saint-Saturnin de Flamarens                                           |
| Église Saint-Laurent de Fleurance                                            | Fleurance                   |                                   | 43° 51′ 00″ nord, 0° 39′ 51″ est   | « PA00094799 » | Classé MH | 1907        | Église Saint-Laurent de Fleurance                                            |
| Église Saint-André de Lamothe-Endo                                           | Fleurance                   |                                   | 43° 51′ 20″ nord, 0° 41′ 04″ est   | | non |             | Église Saint-André de Lamothe-Endo                                           |
| Église de Lagarde                                                            | Fleurance                   |                                   | 43° 49′ 13″ nord, 0° 36′ 46″ est   | | non |             | Image manquante Téléverser                                                   |
| Église Sainte-Quitterie de Laspeyres                                         | Fourcès                     |                                   | 43° 59′ 20″ nord, 0° 15′ 00″ est   | | non |             | Image manquante Téléverser                                                   |
| Église Saint-Laurent de Fourcès                                              | Fourcès                     |                                   | 43° 59′ 34″ nord, 0° 13′ 53″ est   | | non |             | Église Saint-Laurent de Fourcès                                              |
| Église Saint-Jean-Baptiste de Frégouville                                    | Frégouville                 |                                   | 43° 35′ 17″ nord, 0° 57′ 21″ est   | | non |             | Image manquante Téléverser                                                   |
| Église Saint-Jean-Baptiste de Milleville                                     | Fustérouau                  |                                   | 43° 41′ 06″ nord, 0° 00′ 45″ est   | | non |             | Église Saint-Jean-Baptiste de Milleville                                     |
| Église Saint-Michel d'Arparens                                               | Fustérouau                  |                                   | à géolocaliser                     | | non |             | Image manquante Téléverser                                                   |
| Église Saint-Michel de Galiax                                                | Galiax                      |                                   | 43° 36′ 56″ nord, 0° 00′ 50″ est   | « PA00094802 » | Inscrit MH                                                                                                   | 1979        | Église Saint-Michel de Galiax                                                |
| Église Saint-Jacques-le-Majeur de Garravet                                   | Garravet                    |                                   | 43° 24′ 51″ nord, 0° 54′ 51″ est   | | non |             | Image manquante Téléverser                                                   |
| Église Saint-Michel de Gaudonville                                           | Gaudonville                 |                                   | 43° 53′ 02″ nord, 0° 50′ 47″ est   | « IA00038645 » | non |             | Église Saint-Michel de Gaudonville                                           |
| Église Saint-Martin de Gaujac                                                | Gaujac                      |                                   | 43° 28′ 44″ nord, 0° 49′ 58″ est   | | non |             | Image manquante Téléverser                                                   |
| Église Sainte-Anne de Gaujan                                                 | Gaujan                      |                                   | 43° 24′ 30″ nord, 0° 43′ 18″ est   | | non |             | Image manquante Téléverser                                                   |
| Église Sainte-Marie-Madeleine de Gavarret-sur-Aulouste                       | Gavarret-sur-Aulouste       |                                   | 43° 46′ 10″ nord, 0° 39′ 08″ est   | | non |             | Église Sainte-Marie-Madeleine de Gavarret-sur-Aulouste                       |
| Église Notre-Dame de la Plagne de Nautèry                                    | Gazaupouy                   |                                   | 44° 01′ 03″ nord, 0° 28′ 22″ est   | | non |             | Image manquante Téléverser                                                   |
| Église d'Estrépouy                                                           | Gazaupouy                   |                                   | 44° 01′ 49″ nord, 0° 26′ 58″ est   | | non |             | Image manquante Téléverser                                                   |
| Église Saint-Martin de Gazaupouy                                             | Gazaupouy                   |                                   | 44° 00′ 30″ nord, 0° 27′ 01″ est   | | non |             | Image manquante Téléverser                                                   |
| Église de Baccarisse                                                         | Gazax-et-Baccarisse         |                                   | 43° 35′ 55″ nord, 0° 12′ 27″ est   | « PA00125588 » | Inscrit MH                                                                                                   | 1993        | Image manquante Téléverser                                                   |
| Église Saint-Martin de Gazax                                                 | Gazax-et-Baccarisse         |                                   | 43° 36′ 30″ nord, 0° 11′ 29″ est   | | non |             | Église Saint-Martin de Gazax                                                 |
| Église Saint-Sernin de Gée-Rivière                                           | Gée-Rivière                 |                                   | 43° 40′ 23″ nord, 0° 10′ 52″ ouest | | non |             | Église Saint-Sernin de Gée-Rivière                                           |
| Église Saint-Jacques de Rouillac                                             | Gimbrède                    |                                   | 44° 01′ 15″ nord, 0° 42′ 30″ est   | « PA00094957 » | Inscrit MH                                                                                                   | 1990        | Église Saint-Jacques de Rouillac                                             |
| Église Saint-Georges de Gimbrède                                             | Gimbrède                    |                                   | 44° 02′ 24″ nord, 0° 43′ 06″ est   | | non |             | Église Saint-Georges de Gimbrède                                             |
| Église Notre-Dame-de-l'Assomption de Gimont                                  | Gimont                      |                                   | 43° 37′ 36″ nord, 0° 52′ 35″ est   | « PA00094804 » | Inscrit MH                                                                                                   | 1939        | Église Notre-Dame-de-l'Assomption de Gimont                                  |
| Église Saint-Pierre de Giscaro                                               | Giscaro                     |                                   | 43° 36′ 26″ nord, 0° 55′ 43″ est   | | non |             | Église Saint-Pierre de Giscaro                                               |
| Église Saint-Martin de Gondrin                                               | Gondrin                     |                                   | 43° 53′ 12″ nord, 0° 14′ 17″ est   | « IA32000745 » | non |             | Image manquante Téléverser                                                   |
| Église Saint-Pierre de Polignac                                              | Gondrin                     |                                   | à géolocaliser                     | | non |             | Image manquante Téléverser                                                   |
| Église Saint-André de Castahède                                              | Gondrin                     |                                   | à géolocaliser                     | | non |             | Image manquante Téléverser                                                   |
| Église Saint-Roch de Goutz                                                   | Goutz                       |                                   | 43° 48′ 17″ nord, 0° 44′ 04″ est   | | non |             | Image manquante Téléverser                                                   |
| Église Saint-Roch de Goux                                                    | Goux                        |                                   | 43° 37′ 04″ nord, 0° 01′ 55″ ouest | | non |             | Église Saint-Roch de Goux                                                    |
| Église Saint-Saturnin d'Haget                                                | Haget                       |                                   | 43° 25′ 14″ nord, 0° 09′ 34″ est   | | non |             | Image manquante Téléverser                                                   |
| Église Sainte-Marie-Madeleine d'Haulies                                      | Haulies                     |                                   | 43° 33′ 24″ nord, 0° 40′ 05″ est   | | non |             | Image manquante Téléverser                                                   |
| Église Saint-Amand de Saint-Amand (Gers)                                     | Homps                       |                                   | 43° 48′ 32″ nord, 0° 51′ 02″ est   | | non |             | Image manquante Téléverser                                                   |
| Église Saint-Jacques d'Idrac-Respaillès                                      | Idrac-Respaillès            |                                   | 43° 31′ 30″ nord, 0° 27′ 24″ est   | | non |             | Image manquante Téléverser                                                   |
| Église de l'Assomption d'Izotges                                             | Izotges                     |                                   | 43° 39′ 03″ nord, 0° 00′ 38″ ouest | | non |             | Église de l'Assomption d'Izotges                                             |
| Collégiale Sainte-Candide de Jegun                                           | Jegun                       |                                   | 43° 45′ 29″ nord, 0° 27′ 45″ est   | | non |             | Collégiale Sainte-Candide de Jegun                                           |
| Église Saint-Jean-Baptiste de Lézian                                         | Jegun                       |                                   | 43° 44′ 42″ nord, 0° 24′ 38″ est   | | non |             | Image manquante Téléverser                                                   |
| Église Sainte-Madeleine de Jû                                                | Jû-Belloc                   |                                   | 43° 35′ 07″ nord, 0° 00′ 20″ est   | | non |             | Église Sainte-Madeleine de Jû                                                |
| Église Saint-Nicolas de Belloc                                               | Jû-Belloc                   |                                   | 43° 34′ 08″ nord, 0° 00′ 34″ est   | | non |             | Église Saint-Nicolas de Belloc                                               |
| Église Saint-Nicolas de Juillac                                              | Juillac                     |                                   | 43° 32′ 29″ nord, 0° 07′ 42″ est   | | non |             | Image manquante Téléverser                                                   |
| Église de la Nativité-de-Notre-Dame de Juilles                               | Juilles                     |                                   | 43° 36′ 05″ nord, 0° 49′ 44″ est   | | non |             | Église de la Nativité-de-Notre-Dame de Juilles                               |
| Église de Campezaygues                                                       | Juilles                     |                                   | à géolocaliser                     | | non |             | Image manquante Téléverser                                                   |
| Église Saint-Maurice de Justian                                              | Justian                     |                                   | 43° 48′ 33″ nord, 0° 18′ 26″ est   | | non |             | Image manquante Téléverser                                                   |
| Église Saint-Jean-Baptiste de L'Isle-Arné                                    | L'Isle-Arné                 |                                   | 43° 36′ 54″ nord, 0° 46′ 22″ est   | | non |             | Église Saint-Jean-Baptiste de L'Isle-Arné                                    |
| Église Saint-Pierre de L'Isle-Bouzon                                         | L'Isle-Bouzon               |                                   | 43° 55′ 38″ nord, 0° 43′ 45″ est   | « IA00038649 » | non |             | Image manquante Téléverser                                                   |
| Collégiale Saint-Martin de L'Isle-Jourdain                                   | L'Isle-Jourdain             |                                   | 43° 36′ 45″ nord, 1° 04′ 51″ est   | « PA00094810 » | Classé MH L'église collégiale et la tour                                                                     | 1979        | Collégiale Saint-Martin de L'Isle-Jourdain                                   |
| Église de l'Immaculée-Conception-de-la-Vierge-Marie de L'Isle-Jourdain       | L'Isle-Jourdain             |                                   | 43° 36′ 46″ nord, 1° 04′ 58″ est   | | non |             | Image manquante Téléverser                                                   |
| Église Saint-Sébastien de Cassemartin                                        | L'Isle-Jourdain             |                                   | 43° 38′ 55″ nord, 1° 03′ 01″ est   | | non |             | Image manquante Téléverser                                                   |
| Église Saint-Pierre de L'Isle-de-Noé                                         | L'Isle-de-Noé               |                                   | 43° 35′ 14″ nord, 0° 24′ 49″ est   | | non |             | Église Saint-Pierre de L'Isle-de-Noé                                         |
| Église de Carole de L'Isle-de-Noé                                            | L'Isle-de-Noé               |                                   | 43° 34′ 11″ nord, 0° 24′ 27″ est   | | non |             | Église de Carole de L'Isle-de-Noé                                            |
| Collégiale Saint-Pierre de La Romieu                                         | La Romieu                   |                                   | 43° 58′ 53″ nord, 0° 29′ 54″ est   | « PA00094900 » | Classé MH L'église et le cloître                                                                             | 1901        | Collégiale Saint-Pierre de La Romieu                                         |
| Église Saint-Caprais de La Romieu                                            | La Romieu                   |                                   | 44° 00′ 57″ nord, 0° 30′ 55″ est   | | non |             | Image manquante Téléverser                                                   |
| Église Saint-Nicolas de La Sauvetat                                          | La Sauvetat                 |                                   | 43° 51′ 13″ nord, 0° 31′ 34″ est   | | non |             | Église Saint-Nicolas de La Sauvetat                                          |
| Église Notre-Dame-des-Neiges de Laas                                         | Laas                        |                                   | 43° 28′ 13″ nord, 0° 18′ 17″ est   | | non |             | Image manquante Téléverser                                                   |
| Église Saint-Pierre de Labarthe                                              | Labarthe                    |                                   | 43° 28′ 28″ nord, 0° 34′ 51″ est   | | non |             | Église Saint-Pierre de Labarthe                                              |
| Église Saint-Barthélemy de Labarthète                                        | Labarthète                  |                                   | 43° 37′ 48″ nord, 0° 09′ 27″ ouest | | non |             | Église Saint-Barthélemy de Labarthète                                        |
| Église Sainte-Madeleine de Labastide-Savès                                   | Labastide-Savès             |                                   | 43° 31′ 09″ nord, 0° 58′ 55″ est   | | non |             | Église Sainte-Madeleine de Labastide-Savès                                   |
| Église Saint-Abdon-et-Saint-Sennen de Labéjan                                | Labéjan                     |                                   | 43° 32′ 17″ nord, 0° 30′ 04″ est   | « PA00094816 » | Inscrit MH                                                                                                   | 1962        | Église Saint-Abdon-et-Saint-Sennen de Labéjan                                |
| Église Sainte-Radegonde de Bouvées                                           | Labrihe                     |                                   | 43° 45′ 10″ nord, 0° 53′ 32″ est   | | non |             | Église Sainte-Radegonde de Bouvées                                           |
| Église Saint-Pierre de Labrihe                                               | Labrihe                     |                                   | 43° 46′ 11″ nord, 0° 52′ 29″ est   | | non |             | Église Saint-Pierre de Labrihe                                               |
| Église Saint-André de Bagues                                                 | Ladevèze-Rivière            |                                   | 43° 32′ 30″ nord, 0° 04′ 10″ est   | | non |             | Église Saint-André de Bagues                                                 |
| Église Saint-Laurent de Theus                                                | Ladevèze-Rivière            |                                   | 43° 32′ 58″ nord, 0° 04′ 31″ est   | | non |             | Église Saint-Laurent de Theus                                                |
| Église Notre-Dame de Castex                                                  | Ladevèze-Ville              |                                   | 43° 32′ 07″ nord, 0° 03′ 31″ est   | | non |             | Image manquante Téléverser                                                   |
| Église de la Madeleine de Ladevèze-Ville                                     | Ladevèze-Ville              |                                   | à géolocaliser                     | | non |             | Église de la Madeleine de Ladevèze-Ville                                     |
| Église Saint-Pierre de Ladevèze-Ville                                        | Ladevèze-Ville              |                                   | à géolocaliser                     | | non |             | Image manquante Téléverser                                                   |
| Église Saint-Martin de Lagarde                                               | Lagarde                     |                                   | 43° 57′ 51″ nord, 0° 33′ 18″ est   | « PA00094818 » | Inscrit MH                                                                                                   | 1983        | Église Saint-Martin de Lagarde                                               |
| Église Saint-Germier d'Hachan                                                | Lagarde-Hachan              |                                   | 43° 25′ 09″ nord, 0° 29′ 37″ est   | | non |             | Église Saint-Germier d'Hachan                                                |
| Église Saint-Martin de Lagarde-Hachan                                        | Lagarde-Hachan              |                                   | 43° 24′ 27″ nord, 0° 29′ 38″ est   | | non |             | Église Saint-Martin de Lagarde-Hachan                                        |
| Église Saint-Laurent de Lagardère                                            | Lagardère                   |                                   | 43° 50′ 30″ nord, 0° 19′ 23″ est   | | non |             | Image manquante Téléverser                                                   |
| Église Sainte-Madeleine de Lagraulet-du-Gers                                 | Lagraulet-du-Gers           |                                   | 43° 54′ 11″ nord, 0° 12′ 45″ est   | | non |             | Église Sainte-Madeleine de Lagraulet-du-Gers                                 |
| Église Saint-Jean-Baptiste de Mazous                                         | Laguian-Mazous              |                                   | 43° 24′ 28″ nord, 0° 15′ 21″ est   | | non |             | Église Saint-Jean-Baptiste de Mazous                                         |
| Église Saint-Martin de Laguian                                               | Laguian-Mazous              |                                   | 43° 25′ 08″ nord, 0° 15′ 33″ est   | | non |             | Église Saint-Martin de Laguian                                               |
| Église Saints-Abdon-et-Sennen de Lahas                                       | Lahas                       |                                   | 43° 33′ 09″ nord, 0° 54′ 19″ est   | | non |             | Image manquante Téléverser                                                   |
| Église Saint-André de Lahitte                                                | Lahitte                     |                                   | 43° 39′ 36″ nord, 0° 40′ 47″ est   | « PA00094820 » | Inscrit MH le clocher                                                                                        | 1947        | Église Saint-André de Lahitte                                                |
| Église Saint-Jean-Baptiste de Lalanne                                        | Lalanne                     |                                   | 43° 47′ 48″ nord, 0° 41′ 03″ est   | | non |             | Image manquante Téléverser                                                   |
| Église Saint-Laurent de Lalanne-Arqué                                        | Lalanne-Arqué               |                                   | 43° 19′ 46″ nord, 0° 38′ 32″ est   | | non |             | Église Saint-Laurent de Lalanne-Arqué                                        |
| Église Saint-Michel de Lamaguère                                             | Lamaguère                   |                                   | 43° 29′ 34″ nord, 0° 40′ 12″ est   | « PA00094821 » | Inscrit MH                                                                                                   | 1974        | Église Saint-Michel de Lamaguère                                             |
| Église Saint-Blaise de Lamazère                                              | Lamazère                    |                                   | 43° 33′ 28″ nord, 0° 27′ 06″ est   | « PA00094822 » | Inscrit MH                                                                                                   | 1978        | Église Saint-Blaise de Lamazère                                              |
| Église Saint-Charles-Borromée de Lamothe-Goas                                | Lamothe-Goas                |                                   | 43° 51′ 50″ nord, 0° 33′ 32″ est   | | non |             | Église Saint-Charles-Borromée de Lamothe-Goas                                |
| Église Saint-Pierre-et-Saint-Paul de Lanne-Soubiran                          | Lanne-Soubiran              |                                   | 43° 44′ 36″ nord, 0° 06′ 12″ ouest | | non |             | Image manquante Téléverser                                                   |
| Église Saint-Jean-Baptiste de Lannemaignan                                   | Lannemaignan                |                                   | 43° 54′ 01″ nord, 0° 11′ 58″ ouest | « PA00094825 » | Inscrit MH                                                                                                   | 1979        | Image manquante Téléverser                                                   |
| Église Saint-Jacques de Lannepax                                             | Lannepax                    |                                   | 43° 48′ 00″ nord, 0° 13′ 39″ est   | « IA32100172 » | non |             | Image manquante Téléverser                                                   |
| Église Saint-Pierre de Cacarens                                              | Lannepax                    |                                   | 43° 50′ 22″ nord, 0° 11′ 42″ est   | | non |             | Image manquante Téléverser                                                   |
| Église Saint-Martin de Lannux                                                | Lannux                      |                                   | 43° 38′ 51″ nord, 0° 13′ 03″ ouest | | non |             | Église Saint-Martin de Lannux                                                |
| Église Saint-Martin de Lannux                                                | Lannux                      |                                   | 43° 38′ 51″ nord, 0° 13′ 03″ ouest | | non |             | Église Saint-Martin de Lannux                                                |
| Église Sainte-Quitterie de Larée                                             | Larée                       |                                   | 43° 54′ 24″ nord, 0° 03′ 04″ ouest | | non |             | Église Sainte-Quitterie de Larée                                             |
| Église Saint-Sigismond de Larressingle                                       | Larressingle                |                                   | 43° 56′ 38″ nord, 0° 18′ 40″ est   | « PA00094828 » | Classé MH | 1988        | Église Saint-Sigismond de Larressingle                                       |
| Église Saint-Abdon-et-Saint-Sennen de Larroque-Engalin                       | Larroque-Engalin            |                                   | 43° 59′ 23″ nord, 0° 32′ 33″ est   | | non |             | Image manquante Téléverser                                                   |
| Église Saint-Sernin de Larroque-Saint-Sernin                                 | Larroque-Saint-Sernin       |                                   | 43° 49′ 34″ nord, 0° 27′ 53″ est   | | non |             | Église Saint-Sernin de Larroque-Saint-Sernin                                 |
| Église Saint-Martin d'Heux                                                   | Larroque-sur-l'Osse         |                                   | 43° 59′ 27″ nord, 0° 17′ 25″ est   | « PA00094831 » | Inscrit MH                                                                                                   | 1977        | Église Saint-Martin d'Heux                                                   |
| Église Saint-Pierre de Larroque-sur-l'Osse                                   | Larroque-sur-l'Osse         |                                   | 43° 58′ 16″ nord, 0° 16′ 37″ est   | | non |             | Église Saint-Pierre de Larroque-sur-l'Osse                                   |
| Église de Mazères-Campeils                                                   | Lartigue                    |                                   | 43° 33′ 05″ nord, 0° 42′ 27″ est   | « PA00094832 » | Inscrit MH                                                                                                   | 1979        | Image manquante Téléverser                                                   |
| Église de l'Assomption de Lartigue                                           | Lartigue                    |                                   | 43° 31′ 48″ nord, 0° 43′ 07″ est   | | non |             | Image manquante Téléverser                                                   |
| Église Saint-Jacques de Lasséran                                             | Lasséran                    |                                   | 43° 35′ 31″ nord, 0° 32′ 19″ est   | | non |             | Église Saint-Jacques de Lasséran                                             |
| Église Saint-Ausit de Croute                                                 | Lasserrade                  |                                   | 43° 37′ 30″ nord, 0° 03′ 49″ est   | « PA00094834 » | Classé MH | 1995        | Église Saint-Ausit de Croute                                                 |
| Église Sainte-Christine de Lasserrade                                        | Lasserrade                  |                                   | 43° 37′ 30″ nord, 0° 03′ 49″ est   | | non |             | Image manquante Téléverser                                                   |
| Église Saint-Blaise de Lasseube-Propre                                       | Lasseube-Propre             |                                   | 43° 34′ 32″ nord, 0° 35′ 42″ est   | | non |             | Église Saint-Blaise de Lasseube-Propre                                       |
| Église Saint-André de Laujuzan                                               | Laujuzan                    |                                   | 43° 48′ 22″ nord, 0° 06′ 47″ ouest | | non |             | Image manquante Téléverser                                                   |
| Église Saint-Luperc de Lauraët                                               | Lauraët                     |                                   | 43° 56′ 01″ nord, 0° 14′ 57″ est   | | non |             | Image manquante Téléverser                                                   |
| Église Saint-Michel de Lavardens                                             | Lavardens                   |                                   | 43° 45′ 39″ nord, 0° 30′ 43″ est   | « PA00094837 » | Classé MH Clocher                                                                                            | 1960        | Église Saint-Michel de Lavardens                                             |
| Église Saint-Martin de Laveraët                                              | Laveraët                    |                                   | 43° 31′ 47″ nord, 0° 12′ 54″ est   | | non |             | Église Saint-Martin de Laveraët                                              |
| Église Saint-Martin de Laymont                                               | Laymont                     |                                   | 43° 25′ 23″ nord, 0° 59′ 22″ est   | | non |             | Image manquante Téléverser                                                   |
| Église Saint-Jean-l'Évangéliste du Brouilh-Monbert                           | Le Brouilh-Monbert          |                                   | 43° 40′ 01″ nord, 0° 23′ 45″ est   | | non |             | Église Saint-Jean-l'Évangéliste du Brouilh-Monbert                           |
| Église Saint-Aubin du Houga                                                  | Le Houga                    |                                   | 43° 46′ 18″ nord, 0° 11′ 53″ ouest | « PA00094808 » | Inscrit MH Église et porche d'entrée                                                                         | 1983        | Église Saint-Aubin du Houga                                                  |
| Église Saint-Pierre du Houga                                                 | Le Houga                    |                                   | 43° 46′ 30″ nord, 0° 10′ 42″ ouest | | non |             | Image manquante Téléverser                                                   |
| Église de la Transfiguration de Leboulin                                     | Leboulin                    |                                   | 43° 40′ 13″ nord, 0° 40′ 35″ est   | | non |             | Église de la Transfiguration de Leboulin                                     |
| Cathédrale Saint-Gervais-Saint-Protais de Lectoure                           | Lectoure                    |                                   | 43° 56′ 02″ nord, 0° 37′ 26″ est   | « PA00094838 » | Classé MH | 1912        | Cathédrale Saint-Gervais-Saint-Protais de Lectoure                           |
| Église du Saint-Esprit de Lectoure                                           | Lectoure                    |                                   | 43° 56′ 02″ nord, 0° 37′ 11″ est   | « IA32001117 » | non |             | Image manquante Téléverser                                                   |
| Couvent des Cordeliers de Lectoure                                           | Lectoure                    |                                   | 43° 56′ 06″ nord, 0° 37′ 10″ est   | « PA32000011 » | non |             | Couvent des Cordeliers de Lectoure                                           |
| Église de Tané                                                               | Lectoure                    |                                   | 43° 55′ 24″ nord, 0° 40′ 41″ est   | | non |             | Image manquante Téléverser                                                   |
| Église Saint-Michel de Lelin-Lapujolle                                       | Lelin-Lapujolle             |                                   | 43° 42′ 23″ nord, 0° 08′ 45″ ouest | | non |             | Église Saint-Michel de Lelin-Lapujolle                                       |
| Église Saint-Pierre de Lapujolle                                             | Lelin-Lapujolle             |                                   | 43° 41′ 58″ nord, 0° 07′ 27″ ouest | | non |             | Église Saint-Pierre de Lapujolle                                             |
| Église Saint-Sébastien de Goudourvielle                                      | Lias                        | Goudourvielle                     | 43° 34′ 16″ nord, 1° 06′ 20″ est   | | non |             | Église Saint-Sébastien de Goudourvielle                                      |
| Église Saint-Martin de Lias-d'Armagnac                                       | Lias-d'Armagnac             |                                   | 43° 51′ 53″ nord, 0° 04′ 24″ ouest | | non |             | Église Saint-Martin de Lias-d'Armagnac                                       |
| Église Saint-Hilaire de Ligardes                                             | Ligardes                    |                                   | 44° 02′ 26″ nord, 0° 29′ 01″ est   | « IA00038866 » | non |             | Église Saint-Hilaire de Ligardes                                             |
| Cathédrale Sainte-Marie de Lombez                                            | Lombez                      |                                   | 43° 28′ 28″ nord, 0° 54′ 38″ est   | « PA00094844 » | Classé MH | 1846        | Cathédrale Sainte-Marie de Lombez                                            |
| Église du Saint-Nom-de-Marie de Loubédat                                     | Loubédat                    |                                   | 43° 44′ 45″ nord, 0° 01′ 43″ est   | | non |             | Image manquante Téléverser                                                   |
| Église Saint-Jean-Baptiste de Lourties                                       | Lourties-Monbrun            |                                   | 43° 27′ 22″ nord, 0° 32′ 21″ est   | | non |             | Église Saint-Jean-Baptiste de Lourties                                       |
| Église Saint-André de Monbrun                                                | Lourties-Monbrun            |                                   | à géolocaliser                     | Désaffectée en 1953, vendue à un particulier et transformée en habitation, mobilier transféré à l'église de Lourties | non |             | Image manquante Téléverser                                                   |
| Église Saint-Loup de Louslitges                                              | Louslitges                  |                                   | 43° 35′ 40″ nord, 0° 09′ 53″ est   | | non |             | Église Saint-Loup de Louslitges                                              |
| Église de Monterran                                                          | Louslitges                  | hameau au nord de la commune      | à géolocaliser                     | | non |             | Image manquante Téléverser                                                   |
| Église Saint-Michel de Loussous-Débat                                        | Loussous-Débat              |                                   | 43° 39′ 11″ nord, 0° 04′ 25″ est   | | non |             | Église Saint-Michel de Loussous-Débat                                        |
| Église Saint-Barthélemy de Lupiac                                            | Lupiac                      |                                   | 43° 40′ 55″ nord, 0° 10′ 51″ est   | | non |             | Église Saint-Barthélemy de Lupiac                                            |
| Église Saint-Sauveur de Luppé                                                | Luppé-Violles               |                                   | 43° 44′ 24″ nord, 0° 08′ 00″ ouest | « PA00094848 » | Inscrit MH                                                                                                   | 1974        | Église Saint-Sauveur de Luppé                                                |
| Église Saint-Barthélemy de Violles                                           | Luppé-Violles               |                                   | 43° 43′ 42″ nord, 0° 09′ 16″ ouest | | non |             | Église Saint-Barthélemy de Violles                                           |
| Église de Paillan                                                            | Lussan                      |                                   | 43° 37′ 04″ nord, 0° 46′ 00″ est   | « PA00094849 » | Inscrit MH                                                                                                   | 1979        | Église de Paillan                                                            |
| Église Saint-Barthélemy de Lussan                                            | Lussan                      |                                   | 43° 37′ 32″ nord, 0° 44′ 08″ est   | | non |             | Église Saint-Barthélemy de Lussan                                            |
| Église de Crémens                                                            | Magnan                      |                                   | 43° 45′ 45″ nord, 0° 06′ 01″ ouest | PA00094851 (Désaffecté)                                                                                              | Inscrit MH                                                                                                   | 1976        | Image manquante Téléverser                                                   |
| Église Notre-Dame-de-l'Assomption de Magnan                                  | Magnan                      |                                   | 43° 46′ 10″ nord, 0° 07′ 23″ ouest | | non |             | Image manquante Téléverser                                                   |
| Église de la Nativité-de-Notre-Dame de Magnas                                | Magnas                      |                                   | 43° 53′ 39″ nord, 0° 43′ 33″ est   | | non |             | Image manquante Téléverser                                                   |
| Église Saint-Michel de Maignaut-Tauzia                                       | Maignaut-Tauzia             |                                   | 43° 53′ 19″ nord, 0° 24′ 23″ est   | | non |             | Image manquante Téléverser                                                   |
| Église Saint-Jean-Baptiste de Malabat                                        | Malabat                     |                                   | 43° 26′ 01″ nord, 0° 11′ 06″ est   | | non |             | Image manquante Téléverser                                                   |
| Église Notre-Dame-de-l'Assomption de Manas                                   | Manas-Bastanous             |                                   | 43° 22′ 19″ nord, 0° 21′ 43″ est   | | non |             | Église Notre-Dame-de-l'Assomption de Manas                                   |
| Église Notre-Dame-de-l'Assomption de Bastanous                               | Manas-Bastanous             |                                   | 43° 21′ 50″ nord, 0° 22′ 03″ est   | | non |             | Église Notre-Dame-de-l'Assomption de Bastanous                               |
| Église Notre-Dame-de-Pitié de Manciet                                        | Manciet                     |                                   | 43° 47′ 58″ nord, 0° 02′ 29″ est   | | non |             | Église Notre-Dame-de-Pitié de Manciet                                        |
| Église Saint-Roch de Sauboires                                               | Manciet                     |                                   | 43° 50′ 00″ nord, 0° 01′ 52″ est   | | non |             | Image manquante Téléverser                                                   |
| Église Saint-Germier de Manent-Montané                                       | Manent-Montané              |                                   | 43° 20′ 00″ nord, 0° 36′ 02″ est   | | non |             | Église Saint-Germier de Manent-Montané                                       |
| Église Saint-Martin de Mansempuy                                             | Mansempuy                   |                                   | 43° 44′ 23″ nord, 0° 48′ 42″ est   | | non |             | Église Saint-Martin de Mansempuy                                             |
| Église Saint-André de Mansencôme                                             | Mansencôme                  |                                   | 43° 52′ 20″ nord, 0° 20′ 25″ est   | | non |             | Église Saint-André de Mansencôme                                             |
| Église Saint-Mathieu de Marambat                                             | Marambat                    |                                   | 43° 46′ 34″ nord, 0° 18′ 49″ est   | | non |             | Image manquante Téléverser                                                   |
| Église Saint-Pierre de Maravat                                               | Maravat                     |                                   | 43° 45′ 26″ nord, 0° 45′ 11″ est   | | non |             | Image manquante Téléverser                                                   |
| Église Notre-Dame-de-l'Assomption de Marciac                                 | Marciac                     |                                   | 43° 31′ 28″ nord, 0° 09′ 47″ est   | « PA00094856 » | Classé MH | 1910        | Église Notre-Dame-de-l'Assomption de Marciac                                 |
| Église des Augustins de Marciac                                              | Marciac                     |                                   | 43° 31′ 31″ nord, 0° 09′ 43″ est   | « PA00094857 » | Inscrit MH Façade Ouest                                                                                      | 1949        | Église des Augustins de Marciac                                              |
| Église Sainte-Quitterie de Marestaing                                        | Marestaing                  |                                   | 43° 34′ 45″ nord, 1° 01′ 15″ est   | | non |             | Église Sainte-Quitterie de Marestaing                                        |
| Église Saint-Jean-Baptiste de Margouët-Meymes                                | Margouët-Meymes             |                                   | 43° 43′ 40″ nord, 0° 05′ 59″ est   | | non |             | Église Saint-Jean-Baptiste de Margouët-Meymes                                |
| Église Le Parré                                                              | Margouët-Meymes             |                                   | 43° 43′ 22″ nord, 0° 09′ 14″ est   | | non |             | Image manquante Téléverser                                                   |
| Église de la Nativité de Marguestau                                          | Marguestau                  |                                   | 43° 53′ 06″ nord, 0° 02′ 32″ ouest | | non |             | Église de la Nativité de Marguestau                                          |
| Église Saints-Pierre-et-Paul de Marsan                                       | Marsan                      |                                   | 43° 39′ 21″ nord, 0° 43′ 17″ est   | | non |             | Église Saints-Pierre-et-Paul de Marsan                                       |
| Église Saint-Martin de Marseillan                                            | Marseillan                  |                                   | 43° 29′ 17″ nord, 0° 19′ 03″ est   | | non |             | Image manquante Téléverser                                                   |
| Église Notre-Dame-du-Rosaire de Marsolan                                     | Marsolan                    |                                   | 43° 56′ 36″ nord, 0° 32′ 25″ est   | « IA00038874 » | non |             | Église Notre-Dame-du-Rosaire de Marsolan                                     |
| Église Saint-Martin de Mas-d'Auvignon                                        | Mas-d'Auvignon              |                                   | 43° 53′ 24″ nord, 0° 30′ 14″ est   | « IA00038890 » | non |             | Église Saint-Martin de Mas-d'Auvignon                                        |
| Église Saint-Pierre de Mascaras                                              | Mascaras                    |                                   | 43° 32′ 43″ nord, 0° 13′ 58″ est   | | non |             | Église Saint-Pierre de Mascaras                                              |
| Église Saint-Christophe de Masseube                                          | Masseube                    |                                   | 43° 25′ 48″ nord, 0° 34′ 47″ est   | | non |             | Église Saint-Christophe de Masseube                                          |
| Église Sainte-Madeleine de Mauléon-d'Armagnac                                | Mauléon-d'Armagnac          |                                   | 43° 54′ 11″ nord, 0° 09′ 11″ ouest | | non |             | Église Sainte-Madeleine de Mauléon-d'Armagnac                                |
| Église de Cucassé                                                            | Mauléon-d'Armagnac          |                                   | 43° 55′ 06″ nord, 0° 07′ 28″ ouest | | non |             | Église de Cucassé                                                            |
| Église de Soubère                                                            | Mauléon-d'Armagnac          |                                   | 43° 53′ 39″ nord, 0° 08′ 27″ ouest | | non |             | Image manquante Téléverser                                                   |
| Église Saint-Michel de Maulichères                                           | Maulichères                 |                                   | 43° 41′ 20″ nord, 0° 05′ 22″ ouest | | non |             | Église Saint-Michel de Maulichères                                           |
| Église Notre-Dame de Maumusson-Laguian                                       | Maumusson-Laguian           |                                   | 43° 36′ 33″ nord, 0° 06′ 02″ ouest | | non |             | Église Notre-Dame de Maumusson-Laguian                                       |
| Église Saint-Jean-Baptiste de Maupas                                         | Maupas                      |                                   | 43° 51′ 06″ nord, 0° 08′ 40″ ouest | | non |             | Image manquante Téléverser                                                   |
| Église Saint-Roch de Saint-Roch                                              | Maupas                      |                                   | 43° 50′ 31″ nord, 0° 07′ 19″ ouest | | non |             | Image manquante Téléverser                                                   |
| Église Saint-Blaise de Maurens                                               | Maurens                     |                                   | 43° 35′ 41″ nord, 0° 55′ 00″ est   | | non |             | Image manquante Téléverser                                                   |
| Église Saint-Pierre-et-Saint-Paul de Mauroux                                 | Mauroux                     |                                   | 43° 54′ 43″ nord, 0° 48′ 45″ est   | « IA00038666 » | non |             | Image manquante Téléverser                                                   |
| Église Saint-Michel de Mauvezin                                              | Mauvezin                    |                                   | 43° 43′ 51″ nord, 0° 52′ 34″ est   | « PA00094861 » | Classé MH Le clocher                                                                                         | 1930        | Église Saint-Michel de Mauvezin                                              |
| Église de Lamothe de Mauvezin                                                | Mauvezin                    |                                   | 43° 44′ 38″ nord, 0° 50′ 35″ est   | | non |             | Image manquante Téléverser                                                   |
| Église Saint-Pierre de Meilhan                                               | Meilhan                     |                                   | 43° 25′ 24″ nord, 0° 41′ 02″ est   | | non |             | Image manquante Téléverser                                                   |
| Église Saint-Antoine de Mérens                                               | Mérens                      |                                   | 43° 45′ 11″ nord, 0° 32′ 18″ est   | | non |             | Église Saint-Antoine de Mérens                                               |
| Église Saint-Barthélemy de Miélan                                            | Miélan                      |                                   | 43° 25′ 47″ nord, 0° 18′ 24″ est   | | non |             | Église Saint-Barthélemy de Miélan                                            |
| Église de Forcet                                                             | Miélan                      |                                   | 43° 24′ 02″ nord, 0° 18′ 45″ est   | | non |             | Image manquante Téléverser                                                   |
| Église de Gauts                                                              | Miélan                      |                                   | 43° 26′ 54″ nord, 0° 18′ 34″ est   | | non |             | Image manquante Téléverser                                                   |
| Église Saint-Orens-et-Saint-Louis de Miradoux                                | Miradoux                    |                                   | 43° 59′ 54″ nord, 0° 45′ 21″ est   | PA00094862 ; IA00038559                                                                                              | Classé MH | 1978        | Église Saint-Orens-et-Saint-Louis de Miradoux                                |
| Église Notre-Dame-de-l'Assomption de Miramont-Latour                         | Miramont-Latour             |                                   | 43° 46′ 23″ nord, 0° 41′ 02″ est   | | non |             | Image manquante Téléverser                                                   |
| Église Saint-Gilles de Miramont-d'Astarac                                    | Miramont-d'Astarac          |                                   | 43° 32′ 43″ nord, 0° 28′ 00″ est   | | non |             | Église Saint-Gilles de Miramont-d'Astarac                                    |
| Église Notre-Dame de Mirande                                                 | Mirande                     |                                   | 43° 30′ 56″ nord, 0° 24′ 14″ est   | « PA00094864 » | Classé MH | 1921        | Église Notre-Dame de Mirande                                                 |
| Église de Valantées                                                          | Mirande                     |                                   | à géolocaliser                     | | non |             | Image manquante Téléverser                                                   |
| Église d'Artigues                                                            | Mirande                     |                                   | à géolocaliser                     | | non |             | Image manquante Téléverser                                                   |
| Église de Mazerettes                                                         | Mirande                     |                                   | à géolocaliser                     | | non |             | Image manquante Téléverser                                                   |
| Église Saint-Blaise de Mirannes                                              | Mirannes                    |                                   | 43° 37′ 09″ nord, 0° 22′ 57″ est   | | non |             | Image manquante Téléverser                                                   |
| Église Saint-Jean-Baptiste de Mirepoix                                       | Mirepoix                    |                                   | 43° 44′ 42″ nord, 0° 40′ 18″ est   | | non |             | Image manquante Téléverser                                                   |
| Église Sainte-Madeleine de Monbardon                                         | Monbardon                   |                                   | 43° 22′ 50″ nord, 0° 42′ 30″ est   | | non |             | Église Sainte-Madeleine de Monbardon                                         |
| Église Saint-Barthélemy de Monblanc                                          | Monblanc                    |                                   | 43° 27′ 52″ nord, 0° 59′ 22″ est   | | non |             | Image manquante Téléverser                                                   |
| Église Saint-Étienne de Lahillaire                                           | Monblanc                    |                                   | 43° 28′ 35″ nord, 0° 58′ 36″ est   | | non |             | Image manquante Téléverser                                                   |
| Église Saint-Sabin de Monbrun                                                | Monbrun                     |                                   | 43° 39′ 47″ nord, 1° 01′ 19″ est   | | non |             | Église Saint-Sabin de Monbrun                                                |
| Église Sainte-Madeleine de Moncassin                                         | Moncassin                   |                                   | 43° 27′ 13″ nord, 0° 28′ 44″ est   | | non |             | Église Sainte-Madeleine de Moncassin                                         |
| Église Saint-Michel de Monclar                                               | Monclar                     |                                   | 43° 55′ 06″ nord, 0° 06′ 22″ ouest | | non |             | Église Saint-Michel de Monclar                                               |
| Église Saint-Michel de Monclar-sur-Losse                                     | Monclar-sur-Losse           |                                   | 43° 31′ 48″ nord, 0° 20′ 19″ est   | | non |             | Église Saint-Michel de Monclar-sur-Losse                                     |
| Église Saint-Jean-Baptiste de Moncorneil                                     | Moncorneil-Grazan           |                                   | 43° 27′ 08″ nord, 0° 39′ 12″ est   | | non |             | Église Saint-Jean-Baptiste de Moncorneil                                     |
| Église Saint-Barthélemy de Monferran                                         | Monferran-Plavès            |                                   | 43° 29′ 31″ nord, 0° 38′ 19″ est   | | non |             | Église Saint-Barthélemy de Monferran                                         |
| Église Saint-Louis de Monferran-Savès                                        | Monferran-Savès             |                                   | 43° 35′ 53″ nord, 0° 58′ 53″ est   | | non |             | Église Saint-Louis de Monferran-Savès                                        |
| Église Saint-Martin de Garbic                                                | Monferran-Savès             |                                   | 43° 37′ 21″ nord, 0° 57′ 05″ est   | | non |             | Image manquante Téléverser                                                   |
| Église Saint-Clément de Monfort                                              | Monfort                     |                                   | 43° 47′ 41″ nord, 0° 49′ 21″ est   | « PA00094868 » | Classé MH | 1964        | Église Saint-Clément de Monfort                                              |
| Église Saint-Jean-Baptiste de Mongausy                                       | Mongausy                    |                                   | 43° 30′ 29″ nord, 0° 48′ 22″ est   | | non |             | Image manquante Téléverser                                                   |
| Église Saint-Laurent de Larroucau                                            | Mongausy                    |                                   | 43° 29′ 46″ nord, 0° 49′ 10″ est   | | non |             | Église Saint-Laurent de Larroucau                                            |
| Église Saint-Pierre de Monguilhem                                            | Monguilhem                  |                                   | 43° 51′ 19″ nord, 0° 10′ 47″ ouest | | non |             | Église Saint-Pierre de Monguilhem                                            |
| Église Sainte-Foy de Bernet                                                  | Monlaur-Bernet              |                                   | 43° 20′ 44″ nord, 0° 30′ 18″ est   | | non |             | Image manquante Téléverser                                                   |
| Église Notre-Dame-de-l'Assomption de Monlaur-Bernet                          | Monlaur-Bernet              |                                   | 43° 21′ 04″ nord, 0° 30′ 43″ est   | | non |             | Église Notre-Dame-de-l'Assomption de Monlaur-Bernet                          |
| Église Saint-Martin de Monlezun                                              | Monlezun                    |                                   | 43° 29′ 59″ nord, 0° 12′ 51″ est   | | non |             | Église Saint-Martin de Monlezun                                              |
| Église Saint-Orens de Monlezun-d'Armagnac                                    | Monlezun-d'Armagnac         |                                   | 43° 49′ 30″ nord, 0° 08′ 57″ ouest | | non |             | Image manquante Téléverser                                                   |
| Église Saint-Laurent de Monpardiac                                           | Monpardiac                  |                                   | 43° 27′ 51″ nord, 0° 14′ 40″ est   | | non |             | Église Saint-Laurent de Monpardiac                                           |
| Église Saint-Gilles de Mont-d'Astarac                                        | Mont-d'Astarac              |                                   | 43° 19′ 40″ nord, 0° 34′ 05″ est   | « PA00094870 » | Inscrit MH                                                                                                   | 1975        | Église Saint-Gilles de Mont-d'Astarac                                        |
| Église Saint-Jacques de Mont-de-Marrast                                      | Mont-de-Marrast             |                                   | 43° 23′ 00″ nord, 0° 21′ 35″ est   | | non |             | Église Saint-Jacques de Mont-de-Marrast                                      |
| Église Saint-Pierre de Montadet                                              | Montadet                    |                                   | 43° 25′ 55″ nord, 0° 54′ 39″ est   | | non |             | Église Saint-Pierre de Montadet                                              |
| Église Saint-Jean-Baptiste de Montamat                                       | Montamat                    |                                   | 43° 29′ 08″ nord, 0° 50′ 41″ est   | | non |             | Image manquante Téléverser                                                   |
| Église Saint-André de Montaut                                                | Montaut                     |                                   | 43° 23′ 38″ nord, 0° 25′ 08″ est   | | non |             | Église Saint-André de Montaut                                                |
| Église Saint-Michel de Montaut-les-Créneaux                                  | Montaut-les-Créneaux        |                                   | 43° 41′ 39″ nord, 0° 39′ 30″ est   | « PA00094960 » | Classé MH | 1995        | Église Saint-Michel de Montaut-les-Créneaux                                  |
| Église Saint-Barthélemy de Malartic                                          | Montaut-les-Créneaux        |                                   | 43° 41′ 28″ nord, 0° 38′ 04″ est   | | non |             | Église Saint-Barthélemy de Malartic                                          |
| Église Notre-Dame-de-l'Assomption de Montégut                                | Montégut                    |                                   | 43° 39′ 09″ nord, 0° 38′ 49″ est   | | non |             | Église Notre-Dame-de-l'Assomption de Montégut                                |
| Église Notre-Dame-de-l'Assomption de Montégut-Arros                          | Montégut-Arros              |                                   | 43° 22′ 50″ nord, 0° 12′ 53″ est   | | non |             | Église Notre-Dame-de-l'Assomption de Montégut-Arros                          |
| Église Saint-Jean-Baptiste de Montégut-Savès                                 | Montégut-Savès              |                                   | 43° 26′ 31″ nord, 0° 57′ 30″ est   | | non |             | Église Saint-Jean-Baptiste de Montégut-Savès                                 |
| Église Saint-Martin de Montesquiou                                           | Montesquiou                 |                                   | 43° 34′ 43″ nord, 0° 19′ 39″ est   | | non |             | Église Saint-Martin de Montesquiou                                           |
| Église Saint-Caprais de Montestruc-sur-Gers                                  | Montestruc-sur-Gers         |                                   | 43° 47′ 35″ nord, 0° 37′ 45″ est   | | non |             | Église Saint-Caprais de Montestruc-sur-Gers                                  |
| Église de la Nativité-de-Notre-Dame de Monties                               | Monties                     |                                   | 43° 23′ 21″ nord, 0° 40′ 22″ est   | | non |             | Église de la Nativité-de-Notre-Dame de Monties                               |
| Église Saint-Jean de Montiron                                                | Montiron                    |                                   | 43° 35′ 08″ nord, 0° 50′ 50″ est   | | non |             | Église Saint-Jean de Montiron                                                |
| Église de l'Assomption de Montpézat                                          | Montpézat                   |                                   | 43° 23′ 39″ nord, 0° 58′ 06″ est   | | non |             | Église de l'Assomption de Montpézat                                          |
| Église Saint-Pierre de Genens                                                | Montréal                    |                                   | 43° 56′ 12″ nord, 0° 12′ 17″ est   | « PA00094876 » | Classé MH | 1979        | Église Saint-Pierre de Genens                                                |
| Collégiale Saint Philippe et Saint Jacques de Montréal                       | Montréal                    |                                   | 43° 56′ 59″ nord, 0° 12′ 03″ est   | « PA00094875 » | Inscrit MH                                                                                                   | 1925        | Collégiale Saint Philippe et Saint Jacques de Montréal                       |
| Église de Luzanet                                                            | Montréal                    |                                   | 43° 58′ 51″ nord, 0° 10′ 37″ est   | « PA00094877 » | Classé MH | 1984        | Église de Luzanet                                                            |
| Église Saint-Jean-Baptiste de Balarin                                        | Montréal                    |                                   | 43° 57′ 58″ nord, 0° 15′ 03″ est   | | non |             | Image manquante Téléverser                                                   |
| Église Saint-Louis d'Arquizan                                                | Montréal                    |                                   | 43° 56′ 30″ nord, 0° 09′ 12″ est   | | non |             | Image manquante Téléverser                                                   |
| Église Saint-Louis-et-Sainte-Marie-Madeleine de Routgès                      | Montréal                    |                                   | 43° 56′ 31″ nord, 0° 16′ 13″ est   | | non |             | Image manquante Téléverser                                                   |
| Église Saint-Vincent de Corneillan                                           | Montréal                    |                                   | 43° 59′ 08″ nord, 0° 11′ 28″ est   | | non |             | Image manquante Téléverser                                                   |
| Église Saint-Clair de Mormès                                                 | Mormès                      |                                   | 43° 47′ 50″ nord, 0° 09′ 14″ ouest | | non |             | Image manquante Téléverser                                                   |
| Église Saint-Austrégésile de Mouchan                                         | Mouchan                     |                                   | 43° 54′ 14″ nord, 0° 17′ 52″ est   | « PA00094880 » | Classé MH | 1921        | Église Saint-Austrégésile de Mouchan                                         |
| Église Saint-Julien de Mouchès                                               | Mouchès                     |                                   | 43° 33′ 30″ nord, 0° 24′ 42″ est   | | non |             | Église Saint-Julien de Mouchès                                               |
| Église Saint-Orens de Mourède                                                | Mourède                     |                                   | 43° 48′ 01″ nord, 0° 17′ 47″ est   | | non |             | Église Saint-Orens de Mourède                                                |
| Église Saint-Romain de Nizas                                                 | Nizas                       |                                   | 43° 29′ 53″ nord, 1° 00′ 05″ est   | | non |             | Image manquante Téléverser                                                   |
| Collégiale Saint-Nicolas de Nogaro                                           | Nogaro                      |                                   | 43° 29′ 53″ nord, 1° 00′ 05″ est   | « PA00094882 » | Classé MH | 1998        | Collégiale Saint-Nicolas de Nogaro                                           |
| Église Notre-Dame de Bouit                                                   | Nogaro                      |                                   | 43° 46′ 30″ nord, 0° 01′ 35″ ouest | | non |             | Église Notre-Dame de Bouit                                                   |
| Église Saint-Pierre de Noilhan                                               | Noilhan                     |                                   | 43° 32′ 06″ nord, 0° 55′ 56″ est   | | non |             | Image manquante Téléverser                                                   |
| Église Saint-Jean-Baptiste de Nougaroulet                                    | Nougaroulet                 |                                   | 43° 41′ 34″ nord, 0° 43′ 54″ est   | | non |             | Église Saint-Jean-Baptiste de Nougaroulet                                    |
| Église Saint-Jean-Baptiste de Noulens                                        | Noulens                     |                                   | 43° 48′ 33″ nord, 0° 09′ 53″ est   | | non |             | Église Saint-Jean-Baptiste de Noulens                                        |
| Église Saint-Jacques d'Orbessan                                              | Orbessan                    |                                   | 43° 32′ 33″ nord, 0° 36′ 37″ est   | | non |             | Église Saint-Jacques d'Orbessan                                              |
| Église Saint-Jacques d'Ordan-Larroque                                        | Ordan-Larroque              |                                   | 43° 41′ 15″ nord, 0° 27′ 33″ est   | | non |             | Image manquante Téléverser                                                   |
| Église de Meilhan                                                            | Ordan-Larroque              |                                   | 43° 41′ 23″ nord, 0° 29′ 46″ est   | | non |             | Image manquante Téléverser                                                   |
| Église Sainte-Catherine d'Ornézan                                            | Ornézan                     |                                   | 43° 30′ 39″ nord, 0° 36′ 11″ est   | | non |             | Église Sainte-Catherine d'Ornézan                                            |
| Église de l'Assomption de Pallanne                                           | Pallanne                    |                                   | 43° 30′ 27″ nord, 0° 15′ 05″ est   | | non |             | Église de l'Assomption de Pallanne                                           |
| Église de l'Immaculée-Conception de Panassac                                 | Panassac                    |                                   | 43° 23′ 05″ nord, 0° 34′ 00″ est   | | non |             | Église de l'Immaculée-Conception de Panassac                                 |
| Église Saint-Laurent de Panjas                                               | Panjas                      |                                   | 43° 49′ 15″ nord, 0° 05′ 26″ ouest | « PA00135458 » | Inscrit MH Église, à l'exception du clocher ; Classé MH chœur de l'église                                    | 1995 ; 2000 | Église Saint-Laurent de Panjas                                               |
| Église Saint-Orens de Pauilhac                                               | Pauilhac                    |                                   | 43° 52′ 32″ nord, 0° 36′ 43″ est   | | non |             | Église Saint-Orens de Pauilhac                                               |
| Église Saint-Pierre de Pavie                                                 | Pavie                       |                                   | 43° 36′ 33″ nord, 0° 35′ 33″ est   | « IA32110059 » | non |             | Église Saint-Pierre de Pavie                                                 |
| Église Saint-Hippolyte de Pébées                                             | Pébées                      |                                   | 43° 27′ 36″ nord, 1° 01′ 35″ est   | « PA00094888 » | Inscrit MH Façades et toitures y compris le clocher                                                          | 1987        | Image manquante Téléverser                                                   |
| Église Saint-Antoine de Pellefigue                                           | Pellefigue                  |                                   | 43° 28′ 24″ nord, 0° 47′ 34″ est   | | non |             | Église Saint-Antoine de Pellefigue                                           |
| Église Saint-Martin de Perchède                                              | Perchède                    |                                   | 43° 46′ 47″ nord, 0° 07′ 46″ ouest | | non |             | Image manquante Téléverser                                                   |
| Église Saint-Martin de Pergain                                               | Pergain-Taillac             |                                   | 44° 03′ 30″ nord, 0° 35′ 13″ est   | « IA00038902 » | non |             | Image manquante Téléverser                                                   |
| Église Saint-Michel de Pessan                                                | Pessan                      |                                   | 43° 37′ 15″ nord, 0° 38′ 58″ est   | PA00094889 ; IA32000675                                                                                              | Classé MH | 1960        | Église Saint-Michel de Pessan                                                |
| Église Saint-Saturnin de Pessoulens                                          | Pessoulens                  |                                   | 43° 51′ 05″ nord, 0° 52′ 44″ est   | « IA00038678 » | non |             | Image manquante Téléverser                                                   |
| Église Saints-Abdon-et-Sennen de Peyrecave                                   | Peyrecave                   |                                   | 43° 59′ 47″ nord, 0° 49′ 11″ est   | « IA00038571 » | non |             | Église Saints-Abdon-et-Sennen de Peyrecave                                   |
| Église Saint-Mamet de Peyrusse-Grande                                        | Peyrusse-Grande             |                                   | 43° 37′ 57″ nord, 0° 12′ 51″ est   | « PA00094891 » | Classé MH | 1972        | Église Saint-Mamet de Peyrusse-Grande                                        |
| Église Saint-Gilles de Peyrusse-Massas                                       | Peyrusse-Massas             |                                   | 43° 44′ 17″ nord, 0° 33′ 11″ est   | PA00094892 ; IA32000678                                                                                              | Inscrit MH                                                                                                   | 1979        | Église Saint-Gilles de Peyrusse-Massas                                       |
| Église Saint-André de Peyrusse-Vieille                                       | Peyrusse-Vieille            |                                   | 43° 37′ 48″ nord, 0° 10′ 47″ est   | « PA00094893 » | Inscrit MH                                                                                                   | 1949        | Église Saint-André de Peyrusse-Vieille                                       |
| Église Sainte-Radegonde de Pis                                               | Pis                         |                                   | 43° 47′ 03″ nord, 0° 42′ 50″ est   | | non |             | Image manquante Téléverser                                                   |
| Église de l'Immaculée-Conception de Plaisance                                | Plaisance                   |                                   | 43° 36′ 17″ nord, 0° 02′ 47″ est   | | non |             | Église de l'Immaculée-Conception de Plaisance                                |
| Église Saint-Jean-Baptiste de Plieux                                         | Plieux                      |                                   | 43° 56′ 57″ nord, 0° 44′ 12″ est   | « IA00038577 » | non |             | Église Saint-Jean-Baptiste de Plieux                                         |
| Église de la Nativité-de-Notre-Dame de Polastron                             | Polastron                   |                                   | 43° 31′ 51″ nord, 0° 50′ 53″ est   | | non |             | Image manquante Téléverser                                                   |
| Église Saint-Pierre de Laurac                                                | Polastron                   |                                   | 43° 32′ 49″ nord, 0° 48′ 59″ est   | | non |             | Église Saint-Pierre de Laurac                                                |
| Église Saint-Pardulphe de Pompiac                                            | Pompiac                     |                                   | 43° 30′ 52″ nord, 1° 00′ 34″ est   | | non |             | Église Saint-Pardulphe de Pompiac                                            |
| Église Saint-Pierre de Ponsampère                                            | Ponsampère                  |                                   | 43° 27′ 21″ nord, 0° 22′ 37″ est   | | non |             | Église Saint-Pierre de Ponsampère                                            |
| Église Notre-Dame-des-Neiges de Ponsampère                                   | Ponsampère                  |                                   | 43° 27′ 53″ nord, 0° 22′ 05″ est   | | non |             | Église Notre-Dame-des-Neiges de Ponsampère                                   |
| Église Notre-Dame-de-l'Assomption de Ponsan-Soubiran                         | Ponsan-Soubiran             |                                   | 43° 21′ 03″ nord, 0° 28′ 59″ est   | « PA32000036 » | Inscrit MH                                                                                                   | 2015        | Église Notre-Dame-de-l'Assomption de Ponsan-Soubiran                         |
| Église Saint-Germier de Pouy-Loubrin                                         | Pouy-Loubrin                |                                   | 43° 27′ 57″ nord, 0° 37′ 04″ est   | | non |             | Église Saint-Germier de Pouy-Loubrin                                         |
| Église Saint-Jean-Baptiste de Lamothe                                        | Pouy-Loubrin                |                                   | 43° 27′ 26″ nord, 0° 36′ 10″ est   | | non |             | Image manquante Téléverser                                                   |
| Église Sainte-Marie-Madeleine de Rignac                                      | Pouy-Roquelaure             |                                   | 44° 01′ 25″ nord, 0° 31′ 09″ est   | IA00038911 (reconvertie en atelier d’art religieux)                                                                  | non |             | Image manquante Téléverser                                                   |
| Église Saint-Césaire de Pouydraguin                                          | Pouydraguin                 |                                   | 43° 39′ 27″ nord, 0° 02′ 15″ est   | | non |             | Église Saint-Césaire de Pouydraguin                                          |
| Église Sainte-Anne de Pouylebon                                              | Pouylebon                   |                                   | 43° 32′ 52″ nord, 0° 17′ 41″ est   | | non |             | Église Sainte-Anne de Pouylebon                                              |
| Église Saint-Pierre-aux-Liens de Préchac                                     | Préchac                     |                                   | 43° 47′ 26″ nord, 0° 34′ 33″ est   | | non |             | Église Saint-Pierre-aux-Liens de Préchac                                     |
| Église Saint-Jean-Baptiste de Préchac-sur-Adour                              | Préchac-sur-Adour           |                                   | 43° 36′ 19″ nord, 0° 00′ 17″ ouest | « PA00094895 » | Inscrit MH                                                                                                   | 1960        | Église Saint-Jean-Baptiste de Préchac-sur-Adour                              |
| Église Saint-Étienne de Preignan                                             | Preignan                    |                                   | 43° 42′ 39″ nord, 0° 38′ 06″ est   | | non |             | Église Saint-Étienne de Preignan                                             |
| Église Saint-Roch de Gaudoux                                                 | Preignan                    |                                   | 43° 43′ 44″ nord, 0° 39′ 09″ est   | | non |             | Image manquante Téléverser                                                   |
| Église Saint-André de Préneron                                               | Préneron                    |                                   | 43° 43′ 39″ nord, 0° 16′ 38″ est   | | non |             | Image manquante Téléverser                                                   |
| Église Saint-Martin de Projan                                                | Projan                      |                                   | 43° 36′ 00″ nord, 0° 14′ 11″ ouest | | non |             | Église Saint-Martin de Projan                                                |
| Église Saint-Brice de Pujaudran                                              | Pujaudran                   |                                   | 43° 35′ 27″ nord, 1° 08′ 57″ est   | | non |             | Église Saint-Brice de Pujaudran                                              |
| Église Saints-Abdon-et-Sennen de Puycasquier                                 | Puycasquier                 |                                   | 43° 35′ 27″ nord, 0° 44′ 52″ est   | « PA00094896 » | Inscrit MH Clocher, y compris son portail et son auvent ; façades et toitures de la nef                      | 1977        | Église Saints-Abdon-et-Sennen de Puycasquier                                 |
| Église Saint-Martin de Puylausic                                             | Puylausic                   |                                   | 43° 26′ 57″ nord, 0° 56′ 06″ est   | | non |             | Église Saint-Martin de Puylausic                                             |
| Église Saint-Côme-et-Saint-Damien de Puységur                                | Puységur                    |                                   | 43° 46′ 36″ nord, 0° 36′ 15″ est   | | non |             | Image manquante Téléverser                                                   |
| Église Saint-Laurent de Ramouzens                                            | Ramouzens                   |                                   | 43° 48′ 50″ nord, 0° 11′ 06″ est   | | non |             | Image manquante Téléverser                                                   |
| Église Notre-Dame-de-la-Nativité de Razengues                                | Razengues                   |                                   | 43° 38′ 25″ nord, 0° 59′ 58″ est   | | non |             | Image manquante Téléverser                                                   |
| Église Saint-Martin de Réans                                                 | Réans                       |                                   | 43° 51′ 43″ nord, 0° 02′ 04″ est   | | non |             | Église Saint-Martin de Réans                                                 |
| Église Saint-Clair de Réjaumont                                              | Réjaumont                   |                                   | 43° 48′ 52″ nord, 0° 33′ 03″ est   | | non |             | Église Saint-Clair de Réjaumont                                              |
| Église Notre-Dame de Ricourt                                                 | Ricourt                     |                                   | 43° 29′ 20″ nord, 0° 10′ 37″ est   | | non |             | Église Notre-Dame de Ricourt                                                 |
| Église Saint-Michel de Riguepeu                                              | Riguepeu                    |                                   | 43° 38′ 43″ nord, 0° 20′ 39″ est   | | non |             | Image manquante Téléverser                                                   |
| Église Saint-Pierre de Riscle                                                | Riscle                      |                                   | 43° 39′ 30″ nord, 0° 05′ 09″ ouest | « PA00094898 » | Classé MH | 1974        | Église Saint-Pierre de Riscle                                                |
| Église Sainte-Catherine de Roquebrune                                        | Roquebrune                  |                                   | 43° 43′ 12″ nord, 0° 18′ 02″ est   | | non |             | Image manquante Téléverser                                                   |
| Église Saint-Jean-Baptiste de Roquefort                                      | Roquefort                   |                                   | 43° 45′ 35″ nord, 0° 36′ 10″ est   | | non |             | Image manquante Téléverser                                                   |
| Église Saint-Loup de Roquelaure                                              | Roquelaure                  |                                   | 43° 43′ 11″ nord, 0° 34′ 44″ est   | « PA00094905 » | Inscrit MH                                                                                                   | 1979        | Église Saint-Loup de Roquelaure                                              |
| Église Sainte-Anne de Roquelaure-Saint-Aubin                                 | Roquelaure-Saint-Aubin      |                                   | 43° 40′ 01″ nord, 0° 58′ 53″ est   | | non |             | Image manquante Téléverser                                                   |
| Église Sainte-Marthe de Roquepine                                            | Roquepine                   |                                   | 43° 54′ 42″ nord, 0° 28′ 04″ est   | | non |             | Image manquante Téléverser                                                   |
| Église Sainte-Catherine de Roques                                            | Roques                      |                                   | 43° 50′ 53″ nord, 0° 17′ 49″ est   | | non |             | Église Sainte-Catherine de Roques                                            |
| Église Saint-Jean-Baptiste de Miran                                          | Rozès                       |                                   | 43° 47′ 46″ nord, 0° 20′ 43″ est   | | non |             | Image manquante Téléverser                                                   |
| Église Saint-Martin de Rozès                                                 | Rozès                       |                                   | 43° 48′ 27″ nord, 0° 22′ 20″ est   | | non |             | Image manquante Téléverser                                                   |
| Église de l'Assomption de Sabaillan                                          | Sabaillan                   |                                   | 43° 26′ 33″ nord, 0° 48′ 42″ est   | | non |             | Église de l'Assomption de Sabaillan                                          |
| Église Saint-Jean-Baptiste de Sabazan                                        | Sabazan                     |                                   | 43° 42′ 21″ nord, 0° 02′ 50″ est   | « IA32100101 » | non |             | Église Saint-Jean-Baptiste de Sabazan                                        |
| Église de l'Assomption-de-Notre-Dame de Sadeillan                            | Sadeillan                   |                                   | 43° 23′ 39″ nord, 0° 20′ 38″ est   | | non |             | Église de l'Assomption-de-Notre-Dame de Sadeillan                            |
| Église Saint-André de Saint-André                                            | Saint-André                 |                                   | 43° 33′ 44″ nord, 0° 51′ 23″ est   | | non |             | Image manquante Téléverser                                                   |
| Église Saint-Antoine de Saint-Antoine                                        | Saint-Antoine               |                                   | 44° 02′ 11″ nord, 0° 50′ 27″ est   | PA00094908 ; IA00038587                                                                                              | Inscrit MH Façade                                                                                            | 1963        | Église Saint-Antoine de Saint-Antoine                                        |
| Église Saint-Antoine de Saint-Antonin                                        | Saint-Antonin               |                                   | 43° 43′ 23″ nord, 0° 48′ 53″ est   | | non |             | Église Saint-Antoine de Saint-Antonin                                        |
| Église Saint-Barthélemy de Saint-Arailles                                    | Saint-Arailles              |                                   | 43° 37′ 36″ nord, 0° 21′ 24″ est   | | non |             | Image manquante Téléverser                                                   |
| Église Saint-Romain de Saint-Arroman                                         | Saint-Arroman               |                                   | 43° 26′ 19″ nord, 0° 31′ 15″ est   | | non |             | Église Saint-Romain de Saint-Arroman                                         |
| Église Saint-Jean-Baptiste de Saint-Aunix-Lengros                            | Saint-Aunix-Lengros         |                                   | 43° 34′ 31″ nord, 0° 02′ 54″ est   | | non |             | Église Saint-Jean-Baptiste de Saint-Aunix-Lengros                            |
| Église Saint-Avit de Saint-Avit-Frandat                                      | Saint-Avit-Frandat          |                                   | 43° 58′ 39″ nord, 0° 39′ 08″ est   | | non |             | Église Saint-Avit de Saint-Avit-Frandat                                      |
| Église Saint-Pancrace de Saint-Blancard                                      | Saint-Blancard              |                                   | 43° 20′ 37″ nord, 0° 38′ 48″ est   | | non |             | Église Saint-Pancrace de Saint-Blancard                                      |
| Église Saint-Brice de Saint-Brès                                             | Saint-Brès                  |                                   | 43° 46′ 49″ nord, 0° 46′ 02″ est   | | non |             | Image manquante Téléverser                                                   |
| Église Saint-Caprais de Saint-Caprais                                        | Saint-Caprais               |                                   | 43° 35′ 38″ nord, 0° 47′ 13″ est   | | non |             | Église Saint-Caprais de Saint-Caprais                                        |
| Église Saint-Christophe de Saint-Christaud                                   | Saint-Christaud             |                                   | 43° 31′ 47″ nord, 0° 15′ 42″ est   | « PA00094911 » | Classé MH | 1942        | Église Saint-Christophe de Saint-Christaud                                   |
| Église Saint-Clair de Saint-Clar                                             | Saint-Clar                  |                                   | 43° 53′ 29″ nord, 0° 46′ 11″ est   | « IA00038687 » | non |             | Image manquante Téléverser                                                   |
| Église Sainte-Catherine de Saint-Clar                                        | Saint-Clar                  |                                   | 43° 53′ 26″ nord, 0° 46′ 11″ est   | | non |             | Église Sainte-Catherine de Saint-Clar                                        |
| Église Saint-Loup de Saint-Créac                                             | Saint-Créac                 |                                   | 43° 55′ 18″ nord, 0° 48′ 09″ est   | PA00135705 ; IA00038712                                                                                              | Inscrit MH Eglise avec le mur d'enceinte de son cimetière, à l'exclusion des peintures murales déjà classées | 1995        | Église Saint-Loup de Saint-Créac                                             |
| Église Sainte-Radegonde de Saint-Cricq                                       | Saint-Cricq                 |                                   | 43° 41′ 58″ nord, 0° 59′ 57″ est   | | non |             | Image manquante Téléverser                                                   |
| Église Saint-Félix de Saint-Élix-Theux                                       | Saint-Élix-Theux            |                                   | 43° 25′ 42″ nord, 0° 28′ 12″ est   | | non |             | Église Saint-Félix de Saint-Élix-Theux                                       |
| Église Saint-Félix de Saint-Élix-Theux                                       | Saint-Élix-Theux            |                                   | 43° 25′ 42″ nord, 0° 28′ 12″ est   | | non |             | Église Saint-Félix de Saint-Élix-Theux                                       |
| Église Saint-Pierre-ès-Liens de Saint-Élix-d'Astarac                         | Saint-Élix-d'Astarac        |                                   | 43° 29′ 29″ nord, 0° 46′ 12″ est   | | non |             | Église Saint-Pierre-ès-Liens de Saint-Élix-d'Astarac                         |
| Église Saint-Georges de Saint-Georges                                        | Saint-Georges               |                                   | 43° 43′ 42″ nord, 0° 56′ 09″ est   | | non |             | Image manquante Téléverser                                                   |
| Église Saint-Germier de Saint-Germé                                          | Saint-Germé                 |                                   | 43° 40′ 47″ nord, 0° 08′ 41″ ouest | | non |             | Église Saint-Germier de Saint-Germé                                          |
| Église Saint-Germier de Saint-Germier                                        | Saint-Germier               |                                   | 43° 40′ 00″ nord, 0° 57′ 00″ est   | | non |             | Image manquante Téléverser                                                   |
| Église Saint-Jacques de Saint-Griède                                         | Saint-Griède                |                                   | 43° 43′ 33″ nord, 0° 05′ 37″ ouest | | non |             | Église Saint-Jacques de Saint-Griède                                         |
| Église Saint-Jean-Baptiste de Saint-Jean-Poutge                              | Saint-Jean-Poutge           |                                   | 43° 43′ 36″ nord, 0° 22′ 36″ est   | | non |             | Image manquante Téléverser                                                   |
| Église Saint-Jean-Baptiste de Saint-Jean-le-Comtal                           | Saint-Jean-le-Comtal        |                                   | 43° 34′ 38″ nord, 0° 31′ 10″ est   | | non |             | Église Saint-Jean-Baptiste de Saint-Jean-le-Comtal                           |
| Église Saint-Justin de Saint-Justin                                          | Saint-Justin                |                                   | 43° 28′ 56″ nord, 0° 09′ 01″ est   | | non |             | Église Saint-Justin de Saint-Justin                                          |
| Église de Samazan                                                            | Saint-Justin                |                                   | 43° 29′ 59″ nord, 0° 08′ 37″ est   | | non |             | Image manquante Téléverser                                                   |
| Église Saint-Hilaire de Saint-Lary                                           | Saint-Lary                  |                                   | 43° 43′ 19″ nord, 0° 29′ 57″ est   | | non |             | Image manquante Téléverser                                                   |
| Église Saint-Léonard de Saint-Léonard                                        | Saint-Léonard               |                                   | 43° 51′ 32″ nord, 0° 46′ 14″ est   | « IA00038718 » | non |             | Image manquante Téléverser                                                   |
| Église Saint-Lizier de Saint-Lizier-du-Planté                                | Saint-Lizier-du-Planté      |                                   | 43° 24′ 49″ nord, 0° 57′ 03″ est   | | non |             | Image manquante Téléverser                                                   |
| Église Saint-Loube de Saint-Loube                                            | Saint-Loube                 |                                   | 43° 26′ 19″ nord, 0° 59′ 32″ est   | | non |             | Image manquante Téléverser                                                   |
| Église Saint-Pierre d'Amades                                                 | Saint-Loube                 |                                   | 43° 26′ 17″ nord, 1° 00′ 10″ est   | | non |             | Image manquante Téléverser                                                   |
| Église Saint-Martin de Saint-Martin                                          | Saint-Martin                |                                   | 43° 30′ 26″ nord, 0° 22′ 34″ est   | | non |             | Église Saint-Martin de Saint-Martin                                          |
| Église Saint-Martin de Saint-Martin-Gimois                                   | Saint-Martin-Gimois         |                                   | 43° 31′ 06″ nord, 0° 48′ 22″ est   | | non |             | Image manquante Téléverser                                                   |
| Église Saint-Martin de Saint-Martin-d'Armagnac                               | Saint-Martin-d'Armagnac     |                                   | 43° 42′ 49″ nord, 0° 03′ 47″ ouest | | non |             | Église Saint-Martin de Saint-Martin-d'Armagnac                               |
| Église Saint-Pierre de Mauriet                                               | Saint-Martin-d'Armagnac     |                                   | 43° 42′ 50″ nord, 0° 02′ 35″ ouest | | non |             | Image manquante Téléverser                                                   |
| Église de Castaignet                                                         | Saint-Martin-d'Armagnac     |                                   | 43° 42′ 35″ nord, 0° 04′ 53″ ouest | | non |             | Image manquante Téléverser                                                   |
| Église Saint-Martin de Saint-Martin-de-Goyne                                 | Saint-Martin-de-Goyne       |                                   | 44° 00′ 13″ nord, 0° 33′ 56″ est   | | non |             | Image manquante Téléverser                                                   |
| Église Saint-Maur de Saint-Maur                                              | Saint-Maur                  |                                   | 43° 28′ 39″ nord, 0° 20′ 20″ est   | | non |             | Église Saint-Maur de Saint-Maur                                              |
| Église Saint-Médard de Saint-Médard                                          | Saint-Médard                |                                   | 43° 29′ 25″ nord, 0° 27′ 38″ est   | | non |             | Église Saint-Médard de Saint-Médard                                          |
| Église Saint-Côme-et-Saint-Damien de Saint-Mézard                            | Saint-Mézard                |                                   | 44° 01′ 55″ nord, 0° 33′ 31″ est   | | non |             | Image manquante Téléverser                                                   |
| Église Saint-Michel de Saint-Michel                                          | Saint-Michel                |                                   | 43° 25′ 45″ nord, 0° 24′ 54″ est   | | non |             | Église Saint-Michel de Saint-Michel                                          |
| Église Saint-Jean-Baptiste de Saint-Mont                                     | Saint-Mont                  |                                   | 43° 39′ 07″ nord, 0° 08′ 58″ ouest | « PA00094920 » | Classé MH | 1923        | Image manquante Téléverser                                                   |
| Église Saint-Orens de Saint-Orens                                            | Saint-Orens                 |                                   | 43° 42′ 52″ nord, 0° 54′ 26″ est   | | non |             | Image manquante Téléverser                                                   |
| Église Saint-Orens de Saint-Orens-Pouy-Petit                                 | Saint-Orens-Pouy-Petit      |                                   | 43° 55′ 02″ nord, 0° 25′ 58″ est   | | non |             | Église Saint-Orens de Saint-Orens-Pouy-Petit                                 |
| Église Saint-Faust de Saint-Ost                                              | Saint-Ost                   |                                   | 43° 22′ 39″ nord, 0° 28′ 14″ est   | | non |             | Image manquante Téléverser                                                   |
| Église Saint-Paul de Saint-Paul-de-Baïse                                     | Saint-Paul-de-Baïse         |                                   | 43° 46′ 31″ nord, 0° 22′ 22″ est   | | non |             | Image manquante Téléverser                                                   |
| Église Saint-Pierre de Saint-Pierre-d'Aubézies                               | Saint-Pierre-d'Aubézies     |                                   | 43° 38′ 38″ nord, 0° 09′ 55″ est   | | non |             | Église Saint-Pierre de Saint-Pierre-d'Aubézies                               |
| Église Notre-Dame-de-la-Nativité de Saint-Puy                                | Saint-Puy                   |                                   | 43° 52′ 34″ nord, 0° 27′ 37″ est   | | non |             | Église Notre-Dame-de-la-Nativité de Saint-Puy                                |
| Église Saint-Salvy de Saint-Sauvy                                            | Saint-Sauvy                 |                                   | 43° 41′ 40″ nord, 0° 49′ 12″ est   | | non |             | Église Saint-Salvy de Saint-Sauvy                                            |
| Église de Lucvielle                                                          | Saint-Sauvy                 |                                   | 43° 41′ 58″ nord, 0° 47′ 19″ est   | | non |             | Église de Lucvielle                                                          |
| Église Saint-Jacques de Saint-Soulan                                         | Saint-Soulan                |                                   | 43° 30′ 30″ nord, 0° 51′ 25″ est   | | non |             | Image manquante Téléverser                                                   |
| Église Sainte-Anne de Sainte-Anne                                            | Sainte-Anne                 |                                   | 43° 44′ 36″ nord, 0° 57′ 53″ est   | | non |             | Image manquante Téléverser                                                   |
| Église Saint-Urbain de Sainte-Aurence-Cazaux                                 | Sainte-Aurence-Cazaux       |                                   | 43° 22′ 29″ nord, 0° 25′ 04″ est   | | non |             | Église Saint-Urbain de Sainte-Aurence-Cazaux                                 |
| Église Saint-Sébastien-et-Saint-Fabien de Sainte-Christie                    | Sainte-Christie             |                                   | 43° 45′ 17″ nord, 0° 38′ 07″ est   | | non |             | Image manquante Téléverser                                                   |
| Église Saint-Jacques de Sainte-Christie-d'Armagnac                           | Sainte-Christie-d'Armagnac  |                                   | 43° 47′ 01″ nord, 0° 00′ 30″ ouest | | non |             | Église Saint-Jacques de Sainte-Christie-d'Armagnac                           |
| Église Sainte-Dode de Sainte-Dode                                            | Sainte-Dode                 |                                   | 43° 25′ 11″ nord, 0° 21′ 53″ est   | « PA00094913 » | Inscrit MH                                                                                                   | 2007        | Église Sainte-Dode de Sainte-Dode                                            |
| Église Sainte-Gemme de Sainte-Gemme                                          | Sainte-Gemme                |                                   | 43° 46′ 51″ nord, 0° 47′ 58″ est   | | non |             | Image manquante Téléverser                                                   |
| Église de Lauret                                                             | Sainte-Gemme                |                                   | 43° 45′ 50″ nord, 0° 47′ 04″ est   | | non |             | Image manquante Téléverser                                                   |
| Église de la Nativité-de-Notre-Dame de Sainte-Marie                          | Sainte-Marie                |                                   | 43° 39′ 40″ nord, 0° 52′ 30″ est   | | non |             | Image manquante Téléverser                                                   |
| Église de Saint-Martin-du-Hour                                               | Sainte-Marie                |                                   | 43° 41′ 08″ nord, 0° 52′ 04″ est   | | non |             | Image manquante Téléverser                                                   |
| Église Notre-Dame-des-Neiges de Travès                                       | Sainte-Marie                |                                   | 43° 40′ 04″ nord, 0° 50′ 53″ est   | | non |             | Image manquante Téléverser                                                   |
| Église Saint-Pé du Bosc                                                      | Sainte-Marie                |                                   | 43° 40′ 53″ nord, 0° 51′ 22″ est   | | non |             | Image manquante Téléverser                                                   |
| Église de Saint-Germain                                                      | Sainte-Marie                |                                   | à géolocaliser                     | | non |             | Image manquante Téléverser                                                   |
| Église Sainte-Mère de Sainte-Mère                                            | Sainte-Mère                 |                                   | 44° 00′ 19″ nord, 0° 40′ 04″ est   | | non |             | Image manquante Téléverser                                                   |
| Église Sainte-Radegonde de Sainte-Radegonde                                  | Sainte-Radegonde            |                                   | 43° 50′ 18″ nord, 0° 35′ 15″ est   | | non |             | Église Sainte-Radegonde de Sainte-Radegonde                                  |
| Église Saint-Jean-Baptiste de Salles-d'Armagnac                              | Salles-d'Armagnac           |                                   | 43° 48′ 42″ nord, 0° 02′ 23″ ouest | | non |             | Église Saint-Jean-Baptiste de Salles-d'Armagnac                              |
| Église de l'Annonciation de Samaran                                          | Samaran                     |                                   | 43° 23′ 28″ nord, 0° 31′ 07″ est   | | non |             | Église de l'Annonciation de Samaran                                          |
| Église Saint-Jean-Baptiste de Samatan                                        | Samatan                     |                                   | 43° 29′ 33″ nord, 0° 55′ 45″ est   | | non |             | Image manquante Téléverser                                                   |
| Église Saint-Michel de Sansan                                                | Sansan                      |                                   | 43° 31′ 40″ nord, 0° 36′ 54″ est   | | non |             | Église Saint-Michel de Sansan                                                |
| Église Saint-Pierre de Saramon                                               | Saramon                     |                                   | 43° 31′ 20″ nord, 0° 45′ 55″ est   | | non |             | Église Saint-Pierre de Saramon                                               |
| Église Saint-Étienne de Sarcos                                               | Sarcos                      |                                   | 43° 22′ 42″ nord, 0° 41′ 21″ est   | | non |             | Église Saint-Étienne de Sarcos                                               |
| Église Saint-Barthélemy de Sarragachies                                      | Sarragachies                |                                   | 43° 41′ 01″ nord, 0° 03′ 12″ ouest | | non |             | Église Saint-Barthélemy de Sarragachies                                      |
| Église Notre-Dame de Maumus                                                  | Sarraguzan                  |                                   | 43° 22′ 31″ nord, 0° 20′ 12″ est   | | non |             | Image manquante Téléverser                                                   |
| Église Saint-Jacques de Sarraguzan                                           | Sarraguzan                  |                                   | 43° 21′ 24″ nord, 0° 20′ 15″ est   | | non |             | Église Saint-Jacques de Sarraguzan                                           |
| Église Saint-Vincent de Sarrant                                              | Sarrant                     |                                   | 43° 46′ 27″ nord, 0° 55′ 43″ est   | « IA32100237 » | non |             | Église Saint-Vincent de Sarrant                                              |
| Église Saint-Amat de Sauveterre                                              | Sauveterre                  |                                   | 43° 27′ 23″ nord, 0° 51′ 26″ est   | | non |             | Église Saint-Amat de Sauveterre                                              |
| Église de l'Assomption de Sauviac                                            | Sauviac                     |                                   | 43° 24′ 22″ nord, 0° 27′ 11″ est   | | non |             | Église de l'Assomption de Sauviac                                            |
| Église Saint-Pierre de Sauvimont                                             | Sauvimont                   |                                   | 43° 26′ 54″ nord, 0° 58′ 06″ est   | | non |             | Église Saint-Pierre de Sauvimont                                             |
| Église Saint-Félix de Savignac-Mona                                          | Savignac-Mona               |                                   | 43° 29′ 19″ nord, 1° 00′ 30″ est   | | non |             | Église Saint-Félix de Savignac-Mona                                          |
| Église Saint-Pierre de Scieurac-et-Flourès                                   | Scieurac-et-Flourès         |                                   | 43° 33′ 34″ nord, 0° 12′ 19″ est   | | non |             | Image manquante Téléverser                                                   |
| Église Saint-Pierre de Séailles                                              | Séailles                    |                                   | 43° 44′ 56″ nord, 0° 07′ 10″ est   | | non |             | Image manquante Téléverser                                                   |
| Église Saint-Orens de Ségos                                                  | Ségos                       |                                   | 43° 37′ 34″ nord, 0° 15′ 26″ ouest | | non |             | Église Saint-Orens de Ségos                                                  |
| Église Saint-Pierre de Ségoufielle                                           | Ségoufielle                 |                                   | 43° 37′ 56″ nord, 1° 07′ 55″ est   | | non |             | Église Saint-Pierre de Ségoufielle                                           |
| Église Notre-Dame-de-l'Assomption d'Artiguedieu                              | Seissan                     |                                   | 43° 30′ 03″ nord, 0° 32′ 50″ est   | | non |             | Église Notre-Dame-de-l'Assomption d'Artiguedieu                              |
| Église Saint-Jean-Baptiste de Seissan                                        | Seissan                     |                                   | 43° 29′ 30″ nord, 0° 35′ 35″ est   | | non |             | Église Saint-Jean-Baptiste de Seissan                                        |
| Église Notre-Dame-de-l'Assomption du Garanné                                 | Seissan                     |                                   | 43° 30′ 49″ nord, 0° 33′ 04″ est   | | non |             | Église Notre-Dame-de-l'Assomption du Garanné                                 |
| Église Saint-Michel de Sembouès                                              | Sembouès                    |                                   | 43° 27′ 40″ nord, 0° 09′ 59″ est   | | non |             | Église Saint-Michel de Sembouès                                              |
| Église Saint-Blaise de Cachan                                                | Sémézies-Cachan             |                                   | 43° 29′ 44″ nord, 0° 44′ 18″ est   | | non |             | Image manquante Téléverser                                                   |
| Église Saint-Urbain de Sémézies                                              | Sémézies-Cachan             |                                   | 43° 30′ 34″ nord, 0° 43′ 54″ est   | | non |             | Église Saint-Urbain de Sémézies                                              |
| Église Saints-Pierre-et-Paul de Sempesserre                                  | Sempesserre                 |                                   | 44° 00′ 55″ nord, 0° 38′ 59″ est   | | non |             | Église Saints-Pierre-et-Paul de Sempesserre                                  |
| Église Saint-Martin de Sère                                                  | Sère                        |                                   | 43° 24′ 47″ nord, 0° 38′ 54″ est   | | non |             | Église Saint-Martin de Sère                                                  |
| Église Saint-Augustin de Sérempuy                                            | Sérempuy                    |                                   | 43° 45′ 38″ nord, 0° 49′ 30″ est   | | non |             | Église Saint-Augustin de Sérempuy                                            |
| Église de l'Exaltation-de-la-Sainte-Croix de Seysses-Savès                   | Seysses-Savès               |                                   | 43° 30′ 23″ nord, 1° 02′ 28″ est   | « PA00094931 » | Inscrit MH                                                                                                   | 1984        | Église de l'Exaltation-de-la-Sainte-Croix de Seysses-Savès                   |
| Église Notre-Dame de Simorre                                                 | Simorre                     |                                   | 43° 27′ 02″ nord, 0° 44′ 08″ est   | « PA00094932 » | Classé MH | 1846        | Église Notre-Dame de Simorre                                                 |
| Église Saint-Valentin de Simorre                                             | Simorre                     |                                   | 43° 28′ 46″ nord, 0° 43′ 36″ est   | « PA00094933 » | Inscrit MH                                                                                                   | 1978        | Image manquante Téléverser                                                   |
| Église de Saintes                                                            | Simorre                     |                                   | 43° 28′ 56″ nord, 0° 44′ 50″ est   | | non |             | Église de Saintes                                                            |
| Église Saint-Jean-Baptiste de Sion                                           | Sion                        |                                   | 43° 44′ 22″ nord, 0° 00′ 29″ est   | | non |             | Église Saint-Jean-Baptiste de Sion                                           |
| Église Saint-Cirq de Sirac                                                   | Sirac                       |                                   | 43° 42′ 37″ nord, 0° 57′ 06″ est   | | non |             | Image manquante Téléverser                                                   |
| Église Saint-Laurent du Pin                                                  | Sirac                       |                                   | 43° 41′ 29″ nord, 0° 57′ 17″ est   | | non |             | Image manquante Téléverser                                                   |
| Église Notre-Dame-de-la-Nativité de Solomiac                                 | Solomiac                    |                                   | à géolocaliser                     | | non |             | Image manquante Téléverser                                                   |
| Église Saint Blaise de Fezensaguet-Lomagne                                   | Solomiac                    |                                   | 43° 48′ 16″ nord, 0° 53′ 48″ est   | | non |             | Église Saint Blaise de Fezensaguet-Lomagne                                   |
| Église Notre-Dame-de-l'Assomption de Sorbets                                 | Sorbets                     |                                   | 43° 43′ 17″ nord, 0° 00′ 58″ ouest | | non |             | Église Notre-Dame-de-l'Assomption de Sorbets                                 |
| Église Saint-Pierre de Tachoires                                             | Tachoires                   |                                   | 43° 28′ 27″ nord, 0° 39′ 57″ est   | | non |             | Église Saint-Pierre de Tachoires                                             |
| Église Saint-Orens de Tarsac                                                 | Tarsac                      |                                   | 43° 40′ 06″ nord, 0° 06′ 44″ ouest | | non |             | Église Saint-Orens de Tarsac                                                 |
| Église Saint-Pierre de Tasque                                                | Tasque                      |                                   | 43° 38′ 22″ nord, 0° 01′ 15″ est   | « PA00094937 » | Classé MH Église et les vestiges de l'ancienne église abbatiale                                              | 1999        | Église Saint-Pierre de Tasque                                                |
| Église Saint-Laurent de Taybosc                                              | Taybosc                     |                                   | 43° 46′ 59″ nord, 0° 44′ 13″ est   | | non |             | Image manquante Téléverser                                                   |
| Église Saint-Pierre de Termes-d'Armagnac                                     | Termes-d'Armagnac           |                                   | 43° 40′ 18″ nord, 0° 00′ 45″ ouest | | non |             | Église Saint-Pierre de Termes-d'Armagnac                                     |
| Église Notre-Dame-de-la-Nativité de Terraube                                 | Terraube                    |                                   | 43° 54′ 20″ nord, 0° 33′ 06″ est   | | non |             | Image manquante Téléverser                                                   |
| Église Saint-Martin de Thoux                                                 | Thoux                       |                                   | 43° 41′ 01″ nord, 0° 59′ 29″ est   | | non |             | Image manquante Téléverser                                                   |
| Église Saint-Jean de Tieste-Uragnoux                                         | Tieste-Uragnoux             |                                   | 43° 32′ 57″ nord, 0° 02′ 20″ est   | | non |             | Image manquante Téléverser                                                   |
| Église Saint-Jacques-le-Majeur de Tillac                                     | Tillac                      |                                   | 43° 28′ 32″ nord, 0° 16′ 35″ est   | « PA32000034 » | Inscrit MH                                                                                                   | 2014        | Église Saint-Jacques-le-Majeur de Tillac                                     |
| Église Saint-André de Tirent                                                 | Tirent-Pontéjac             |                                   | 43° 32′ 36″ nord, 0° 47′ 36″ est   | | non |             | Église Saint-André de Tirent                                                 |
| Église Saint-Étienne de Pontéjac                                             | Tirent-Pontéjac             |                                   | 43° 33′ 26″ nord, 0° 47′ 45″ est   | | non |             | Image manquante Téléverser                                                   |
| Église Saint-Martin de Touget                                                | Touget                      |                                   | 43° 41′ 27″ nord, 0° 54′ 51″ est   | | non |             | Image manquante Téléverser                                                   |
| Église Notre-Dame-de-l'Assomption de Toujouse                                | Toujouse                    |                                   | 43° 49′ 58″ nord, 0° 10′ 42″ ouest | « PA00094953 » | Inscrit MH                                                                                                   | 1973        | Église Notre-Dame-de-l'Assomption de Toujouse                                |
| Église Saint-Germier de Tourdun                                              | Tourdun                     |                                   | 43° 32′ 47″ nord, 0° 08′ 51″ est   | | non |             | Image manquante Téléverser                                                   |
| Église Saint-Germier de Tournan                                              | Tournan                     |                                   | 43° 25′ 53″ nord, 0° 47′ 04″ est   | | non |             | Église Saint-Germier de Tournan                                              |
| Église Saint-Pierre de Tournecoupe                                           | Tournecoupe                 |                                   | 43° 51′ 50″ nord, 0° 48′ 35″ est   | PA00094954 ; IA00038724                                                                                              | Inscrit MH                                                                                                   | 1961        | Église Saint-Pierre de Tournecoupe                                           |
| Église Saint-Maurice de Tourrenquets                                         | Tourrenquets                |                                   | 43° 45′ 12″ nord, 0° 41′ 26″ est   | | non |             | Image manquante Téléverser                                                   |
| Église Saint-Pierre de Tourrens                                              | Tourrenquets                |                                   | 43° 44′ 28″ nord, 0° 42′ 27″ est   | | non |             | Image manquante Téléverser                                                   |
| Église Saint-Martin de Traversères                                           | Traversères                 |                                   | 43° 32′ 10″ nord, 0° 39′ 03″ est   | | non |             | Église Saint-Martin de Traversères                                           |
| Église d'Aulin                                                               | Traversères                 |                                   | 43° 31′ 35″ nord, 0° 38′ 39″ est   | | non |             | Église d'Aulin                                                               |
| Église Saint-Jean-Baptiste de Troncens                                       | Troncens                    |                                   | 43° 27′ 38″ nord, 0° 12′ 54″ est   | | non |             | Église Saint-Jean-Baptiste de Troncens                                       |
| Église Saint-Jean-Baptiste du cimetière de Troncens                          | Troncens                    |                                   | 43° 27′ 19″ nord, 0° 12′ 58″ est   | | non |             | Église Saint-Jean-Baptiste du cimetière de Troncens                          |
| Église Notre-Dame de Tudelle                                                 | Tudelle                     |                                   | 43° 40′ 46″ nord, 0° 17′ 19″ est   | | non |             | Image manquante Téléverser                                                   |
| Église Saint-Saturnin d'Urdens                                               | Urdens                      |                                   | 43° 51′ 23″ nord, 0° 42′ 04″ est   | | non |             | Image manquante Téléverser                                                   |
| Église Saint-André d'Urgosse                                                 | Urgosse                     |                                   | 43° 44′ 12″ nord, 0° 01′ 25″ ouest | | non |             | Église Saint-André d'Urgosse                                                 |
| Église Saint-Jean-Baptiste de Valence-sur-Baïse                              | Valence-sur-Baïse           |                                   | 43° 52′ 57″ nord, 0° 22′ 53″ est   | | non |             | Église Saint-Jean-Baptiste de Valence-sur-Baïse                              |
| Église Saint-Jean-Baptiste de Valence-sur-Baïse                              | Valence-sur-Baïse           |                                   | 43° 52′ 57″ nord, 0° 22′ 53″ est   | | non |             | Église Saint-Jean-Baptiste de Valence-sur-Baïse                              |
| Abbatiale de l'abbaye cistercienne Notre-Dame de Flaran de Valence-sur-Baïse | Valence-sur-Baïse           |                                   | 43° 53′ 24″ nord, 0° 22′ 25″ est   | | non |             | Abbatiale de l'abbaye cistercienne Notre-Dame de Flaran de Valence-sur-Baïse |
| Église Saint-Germain de Vergoignan                                           | Vergoignan                  |                                   | 43° 43′ 06″ nord, 0° 11′ 50″ ouest | | non |             | Image manquante Téléverser                                                   |
| Église Saint-Joseph de Verlus                                                | Verlus                      |                                   | 43° 36′ 05″ nord, 0° 11′ 44″ ouest | | non |             | Église Saint-Joseph de Verlus                                                |
| Église Saint-Pierre de Vic-Fezensac                                          | Vic-Fezensac                |                                   | 43° 45′ 34″ nord, 0° 18′ 08″ est   | « PA32000046 » | Inscrit MH                                                                                                   | 2018        | Église Saint-Pierre de Vic-Fezensac                                          |
| Église Saint-Pierre de Viella                                                | Viella                      |                                   | 43° 35′ 55″ nord, 0° 08′ 18″ ouest | | non |             | Église Saint-Pierre de Viella                                                |
| Église Saint-Jacques de Villecomtal-sur-Arros                                | Villecomtal-sur-Arros       |                                   | 43° 24′ 09″ nord, 0° 11′ 51″ est   | | non |             | Église Saint-Jacques de Villecomtal-sur-Arros                                |
| Église Saint-Vincent de Villefranche                                         | Villefranche                |                                   | 43° 25′ 26″ nord, 0° 43′ 40″ est   | | non |             | Église Saint-Vincent de Villefranche                                         |
| Église Saint-Pierre de Viozan                                                | Viozan                      |                                   | 43° 23′ 36″ nord, 0° 28′ 30″ est   | | non |             | Église Saint-Pierre de Viozan                                                |

### Culteprotestant
| Église                                                    | Commune     | Adresse | Coordonnées                      | Notice         | Protection | Date | Illustration                                              |
| --------------------------------------------------------- | ----------- | ------- | -------------------------------- | -------------- | ---------- | ---- | --------------------------------------------------------- |
| Temple de l’Église protestante unie de France de Coliman  | Eauze       |         | 43° 51′ 32″ nord, 0° 05′ 22″ est |                | non        |      | Image manquante Téléverser                                |
| Temple protestant de Fleurance                            | Fleurance   |         | 43° 50′ 51″ nord, 0° 39′ 53″ est |                | non        |      | Temple protestant de Fleurance                            |
| Temple de l’Église protestante unie de France de Mauvezin | Mauvezin    |         | 43° 43′ 54″ nord, 0° 52′ 44″ est |                | non        |      | Temple de l’Église protestante unie de France de Mauvezin |
| Temple protestant de Sainte-Dode                          | Sainte-Dode |         | 43° 25′ 12″ nord, 0° 21′ 50″ est | « PA32000038 » | non        |      | Image manquante Téléverser                                |

### Culteorthodoxe
| Église                           | Commune  | Adresse | Coordonnées                      | Notice | Protection | Date | Illustration               |
| -------------------------------- | -------- | ------- | -------------------------------- | ------ | ---------- | ---- | -------------------------- |
| Basilique Saint-Gény de Lectoure | Lectoure |         | 43° 55′ 27″ nord, 0° 37′ 25″ est |        | non        |      | Image manquante Téléverser |